# Cerb
Cevidele (Cervidae, din latinescul cervus „cerb”, înrudit cu grecescul κεραός / keraos, „cu coarne”) sunt o familie de mamifere rumegătoare ungulate. Familia este împărțită în subfamiliile Cervinae (care conține, printre altele, cerbul comun, cerbul lopătar, wapiti și muntiacul) și Capreolinae (care conține, printre altele, renul (caribu), cerbul cu coadă albă, căprioara și elanul). Masculii de cerb de aproape toate speciile (cu excepția cerbului de apă), precum și femelele de ren, cresc și își pierd coarne noi în fiecare an. Aceste coarne sunt prelungiri osoase ale craniului și sunt adesea folosite pentru lupta dintre masculi.
Cerbii apar în artă începând cu picturile rupestre din paleolitic și au jucat un rol în mitologie, religie și literatură de-a lungul istoriei, precum și în heraldică, cum ar fi cerbul comun care apare pe stema insulei Åland. Importanța lor economică include utilizarea cărnii ca vânat, a coarnelor ca mânere pentru cuțite și a pieilor. Vânătoarea de cerbi a fost o activitate populară încă din Evul Mediu și rămâne o resursă pentru multe familii și astăzi.

## Distribuție

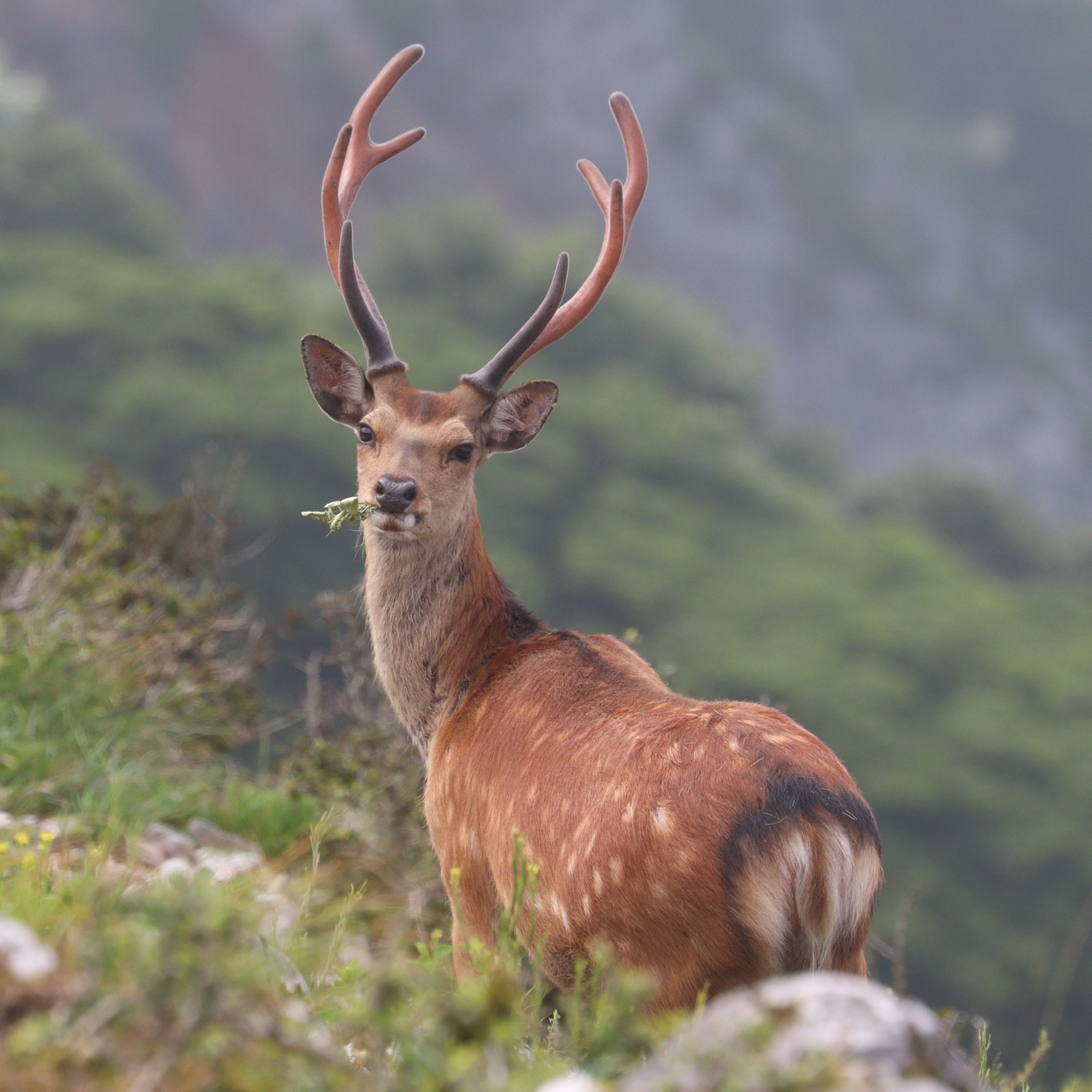
Cerbul pătat originar din Asia de Est a fost introdus și în alte părți ale lumii.

Căprioarele trăiesc într-o varietate de biomuri, de la tundră până la pădurile tropicale. Deși sunt adesea asociate cu pădurile, multe căprioare trăiesc în zone de tranziție între păduri și tufișuri (pentru adăpost) și preerie și savană (spațiu deschis). Majoritatea speciilor de căprioare mari locuiesc în păduri temperate mixte de foioase, păduri mixte de conifere de munte, păduri tropicale sezoniere/uscate și habitate de savană din întreaga lume. Defrișarea într-o oarecare măsură a zonelor deschise din păduri poate fi de fapt benefică pentru populațiile de cerbi, deoarece expune subpădurea și permite creșterea tipurilor de ierburi, buruieni și ierburi pe care cerbii le consumă cu plăcere. Accesul la terenurile de cultură adiacente poate fi, de asemenea, benefic pentru cerbi. Pentru ca populațiile de cerbi să crească și să se dezvolte, trebuie să se asigure totuși o acoperire adecvată de pădure sau de tufișuri.
Cerbii sunt răspândiți pe scară largă, având reprezentanți nativi pe toate continentele, cu excepția Antarcticii și a Australiei, deși Africa are un singur cerb nativ, Cervus elaphus barbarus, o subspecie de cerb comun care este limitată la Munții Atlas din nord-vestul continentului. O altă specie dispărută de cerb, Megaceroides algericus, a fost prezentă în Africa de Nord până acum 6000 de ani. În Africa de Sud au fost introduse căprioare din genul Dama. Speciile mici de cerbi din America Centrală și de Sud, precum și muntiac din Asia ocupă în general păduri dense și sunt mai rar văzute în spații deschise, cu excepția muntiacului indian. Există, de asemenea, mai multe specii de cerbi care sunt foarte specializate și care trăiesc aproape exclusiv în munți, pajiști, mlaștini și savane "umede" sau coridoare riverane înconjurate de deșerturi. Unii cerbi au o distribuție circumpolară atât în America de Nord, cât și în Eurasia. Printre exemple se numără renii care trăiesc în tundra arctică și în taiga (păduri boreale) și elanii care locuiesc în taiga și în zonele adiacente. Cerbii din Anzii sud-americani ocupă nișele ecologice ale râsului și ale caprei sălbatice, iar puii de cerb se comportă mai mult ca niște pui de capră.
Continentul eurasiatic (inclusiv subcontinentul indian) se mândrește cu cele mai multe specii de căprioare din lume, majoritatea speciilor fiind întâlnite în Asia. Europa, în comparație, are o diversitate mai mică în ceea ce privește speciile de plante și animale. Multe parcuri naționale și rezervații protejate din Europa au populații de cerb comun, căprior și cerb lopătar. Aceste specii au fost asociate de mult timp cu continentul european, dar locuiesc, de asemenea, în Asia Mică, în Munții Caucaz și în nord-vestul Iranului. Cerbul „european” a trăit din punct de vedere istoric pe o mare parte din Europa în timpul Epocii Glaciare, dar ulterior s-a restrâns în principal la Peninsula Anatoliană, în Turcia de astăzi.

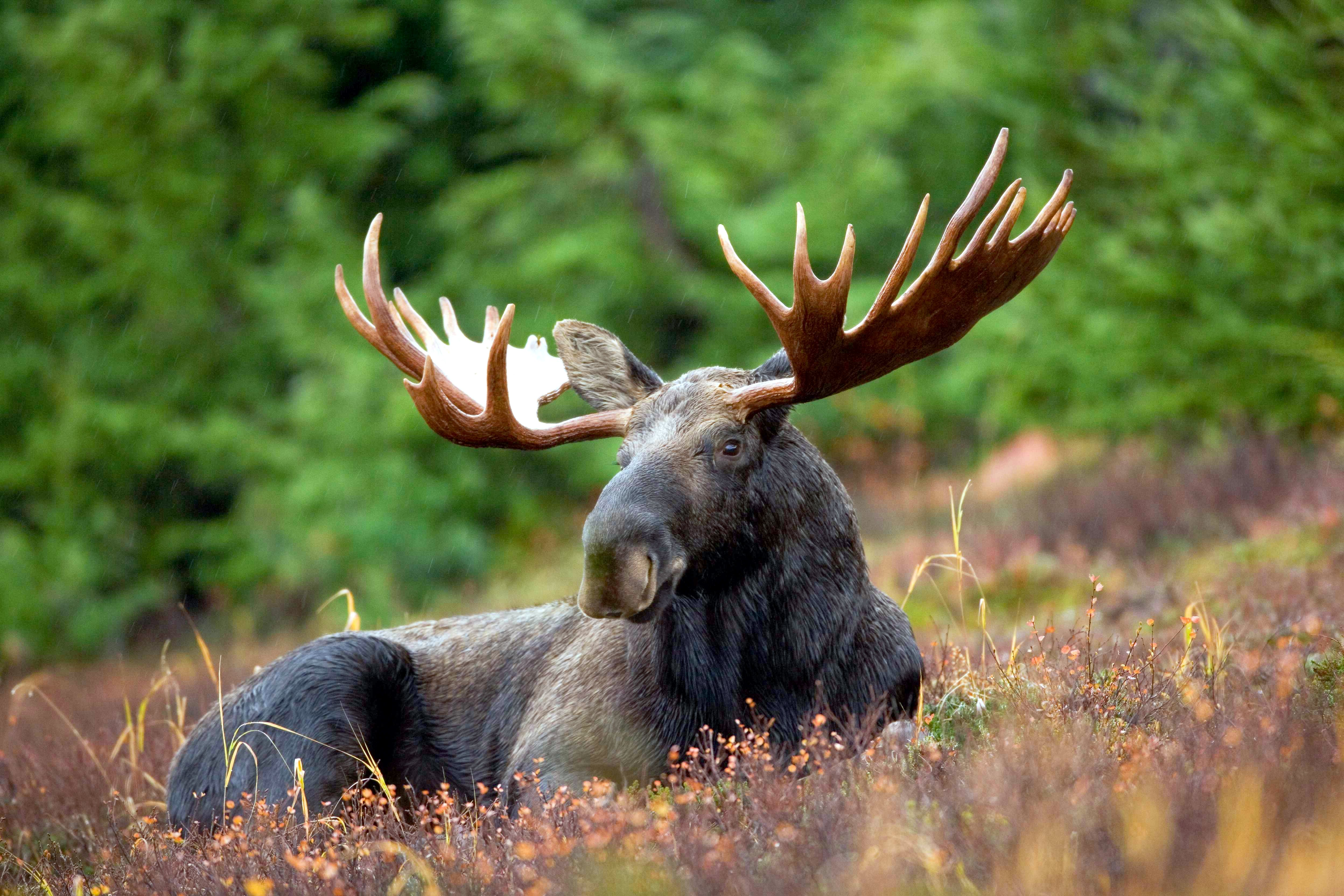
Elanul este adaptat la frig, cu o piele îngroșată, o blană densă, care reține căldura.

Populațiile actuale de căprioară din Europa sunt rezultatul introducerii istorice a acestei specii de către om, mai întâi în regiunile mediteraneene ale Europei, apoi în restul Europei. Inițial au fost animale de parc, care ulterior au evadat și s-au restabilit în sălbăticie. Din punct de vedere istoric, speciile de cerbi din Europa și-au împărțit habitatul din pădurile de foioase cu alte ierbivore, cum ar fi tarpanul (calul de pădure), dispărut, bourul (boul de pădure), dispărut, și zimbru (bizonul european), pe cale de dispariție. Printre locurile bune pentru a vedea cerbi în Europa se numără Highlands scoțieni, Alpii austrieci, zonele umede dintre Austria, Ungaria și Republica Cehă și unele parcuri naționale, inclusiv Parcul Național Doñana din Spania, Veluwe din Olanda, Ardenii din Belgia și Parcul Național Białowieża din Polonia. Spania, Europa de Est și Munții Caucaz au zone forestiere care nu numai că adăpostesc populații considerabile de cerbi, ci și alte animale care erau odinioară abundente, cum ar fi șoimul, râsul  eurasiatic, râsul iberic, lupii și urșii bruni.

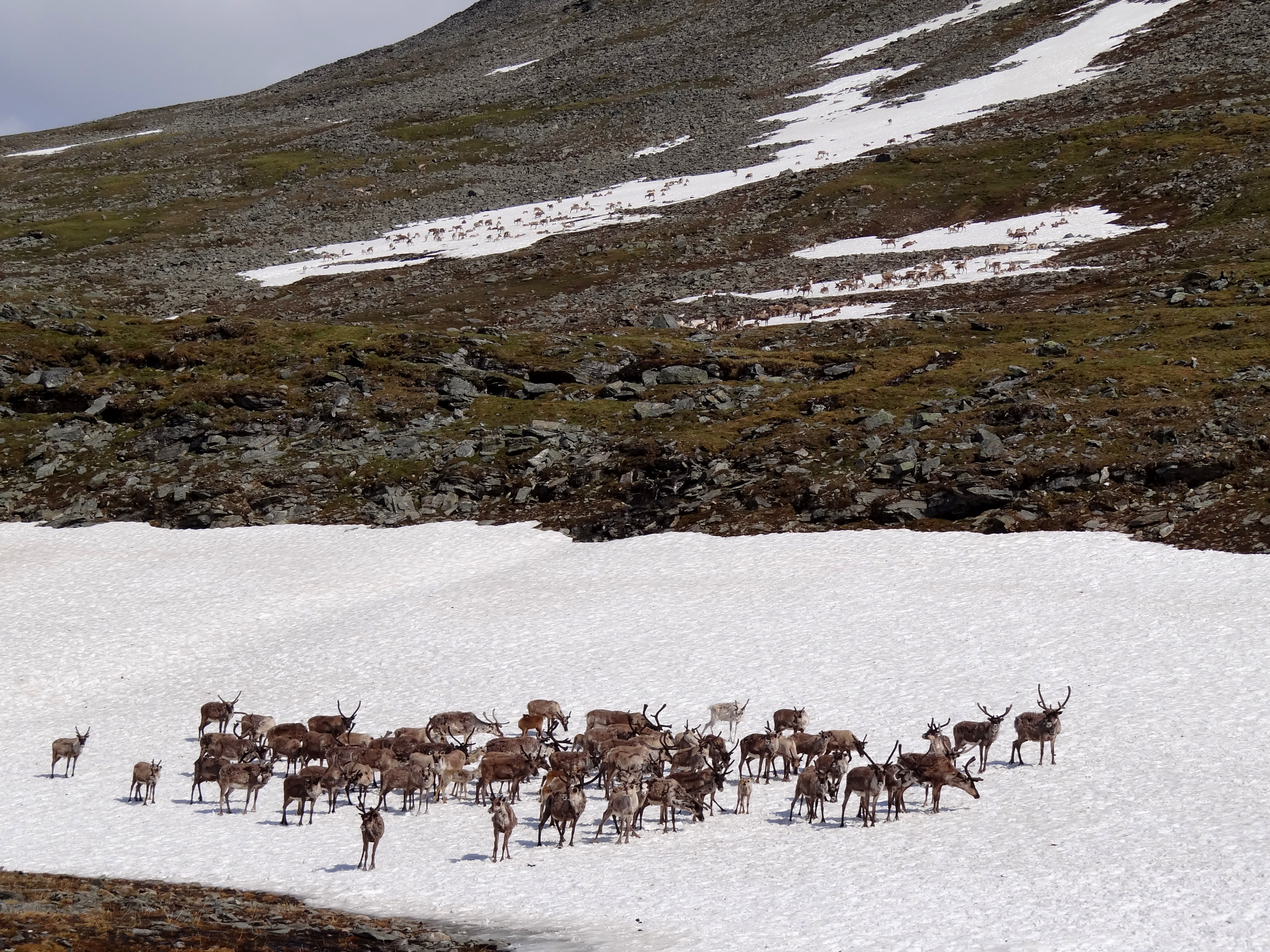
Turme de reni care stau pe zăpadă pentru a evita muștele

Cea mai mare concentrație de specii de cerbi mari din Asia temperată se găsește în pădurile mixte de foioase, în pădurile de conifere de munte și în taigaua de la granița cu Coreea de Nord, Manciuria (nord-estul Chinei) și în regiunea Ussuri (Rusia). Acestea se numără printre cele mai bogate păduri de foioase și conifere din lume, unde se poate găsi căprioara siberiană, cerbul pătat, elanul și renul. Renul asiatici ocupă marginile nordice ale acestei regiuni de-a lungul graniței sino-ruse.
Cerbii din Asia Centrală și elanul au fost crescuți din punct de vedere istoric pentru coarnele lor de către chinezii Han, popoarele turcești, popoarele tunguse, mongolii și coreenii. La fel ca și popoarele Sami din Finlanda și Scandinavia, popoarele Tungusic, mongolii și popoarele turcești din Siberia de Sud, Mongolia de Nord și regiunea Ussuri au început să crească turme semidomesticite de caribu asiatici.
Cea mai mare concentrație de specii de cerbi mari de la tropice se găsește în sudul Asiei, în India și în regiunea Terai din Nepal. Aceste câmpii fertile sunt formate din păduri tropicale sezoniere umede de foioase, păduri uscate de foioase și savane uscate și umede care adăpostesc Axis axis, Rucervus duvaucelii, Rusa unicolor și muntiacul indian. Speciile de pășunat sunt gregare și trăiesc în turme mari. Cerbii pot fi văzuți în mai multe parcuri naționale din India, Nepal și Sri Lanka, dintre care Parcul Național Kanha, Parcul Național Dudhwa și Parcul Național Chitwan sunt cele mai cunoscute.
Australia are șase specii de cerbi introduse care au creat populații sălbatice durabile. Acestea sunt cerbul lopătar, cerbul comun, Rusa unicolor, cerbii din genul Axis și Rusa timorensis. Cerbul comun a fost introdus în Noua Zeelandă în 1851, din rase engleze și scoțiene. Multe dintre ele au fost domesticite în ferme de cerbi de la sfârșitul anilor 1960 și sunt animale de fermă obișnuite în prezent. Alte șapte specii de cerbi au fost introduse în Noua Zeelandă, dar nici una nu este la fel de răspândită ca cerbul comun.

## Caracteristici

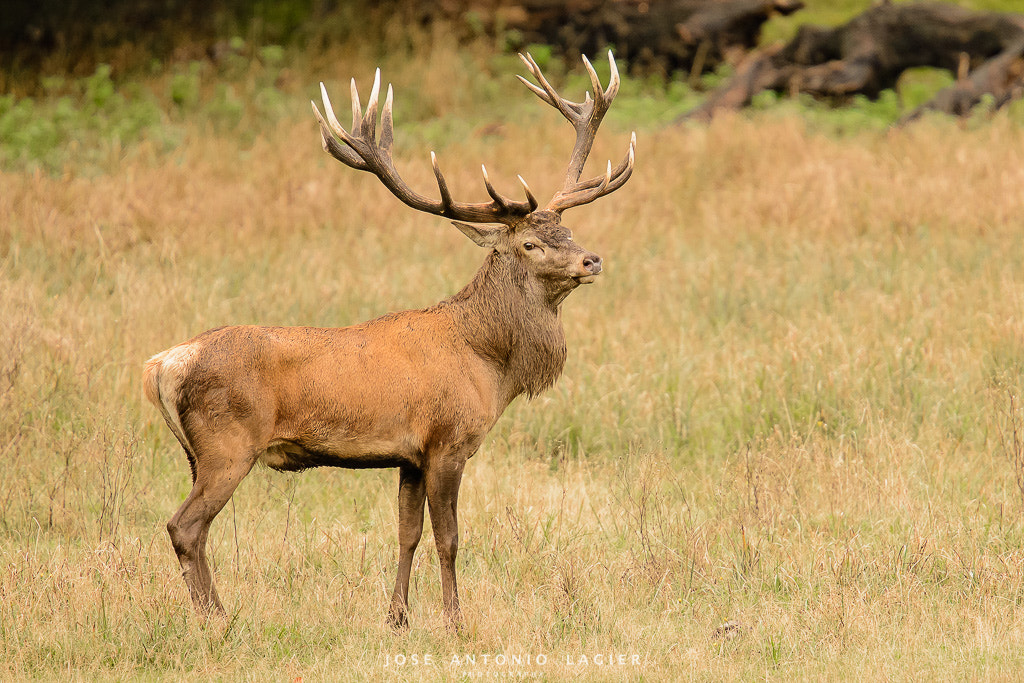

Deși au o constituție asemănătoare, cerbii se deosebesc puternic de antilope prin coarnele lor, care sunt temporare și care cresc din nou în mod regulat, spre deosebire de coarnele permanente ale bovinelor.  Caracteristicile tipice ale cerbilor sunt picioarele lungi și puternice, o coadă mică și urechi lungi. Cerbii prezintă o variație largă în ceea ce privește proporțiile fizice. Cel mai mare cerb existent este elanul, care are o înălțime de aproape 2,6 metri și o greutate de până la 800 de kilograme. Wapiti are o înălțime de 1,4-2 metri la greabăn și o greutate de 240-450 de kilograme. Pudu nordic este cel mai mic cerb din lume; atinge doar 32-35 centimetri la greabăn și cântărește 3,3-6 kilograme. Pudu din sud este doar puțin mai înalt și mai greu. Dimorfismul sexual este destul de pronunțat – la majoritatea speciilor, masculii tind să fie mai mari decât femelele și, cu excepția renului, doar masculii au coarne.
Culoarea blănii variază în general între roșu și maro, deși poate fi închisă până la maro ciocolatiu sau poate avea o nuanță cenușie. Mai multe specii prezintă pete albe pe o blană maro. Blana renilor prezintă variații geografice notabile. Cerbii își schimbă blana de două ori într-un an; de exemplu, la cerbul comun, blana roșie de vară, cu părul subțire, este înlocuită treptat de cea de iarnă, densă, de culoare brun-cenușie, în toamnă, care, la rândul ei, face loc celei de vară în primăvara următoare.
Cerbii sunt excelente mamifere săritoare și înotătoare. Cerbii sunt rumegătoare și au un stomac cu patru camere. Unele căprioare, cum ar fi cele de pe insula Rùm, consumă carne atunci când aceasta este disponibilă.
Aproape toate căprioarele au o glandă facială în fața fiecărui ochi. Glanda conține un feromon puternic parfumat, folosit pentru a marca zona de domiciliu. Cerbii dintr-o gamă largă de specii deschid larg aceste glande atunci când sunt furioși sau excitați. Toate căprioarele au un ficat fără vezică biliară. Cerbii au, de asemenea, un tapetum lucidum, care le conferă o vedere nocturnă suficient de bună.

### Coarne

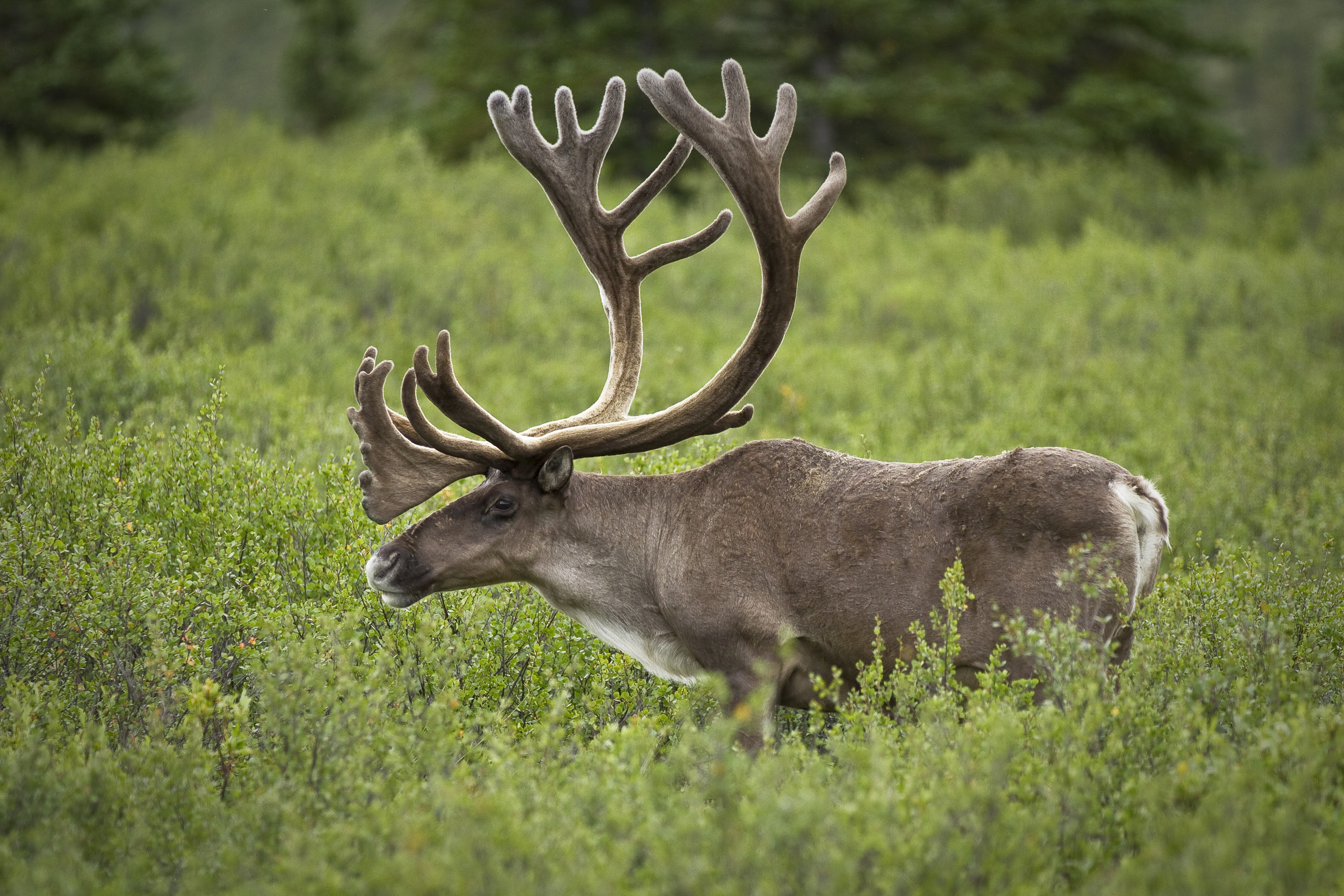
Renii și cerbii lopătar au cele mai mari coarne

Toți masculii de cerb au coarne, cu excepția cerbului de apă. În general, femelele nu au coarne, deși femelele de ren poartă coarne mai mici și mai puțin ramificate decât cele ale masculilor. Ocazional, femelele din alte specii pot dezvolta coarne, în special la căprioara europeană, cerbul comun, cerbul cu coadă albă. Un studiu asupra femelelor de cerb cu coadă albă cu coarne a observat că acestea tind să fie mici și malformate și că se desprind frecvent în jurul momentului fătării.

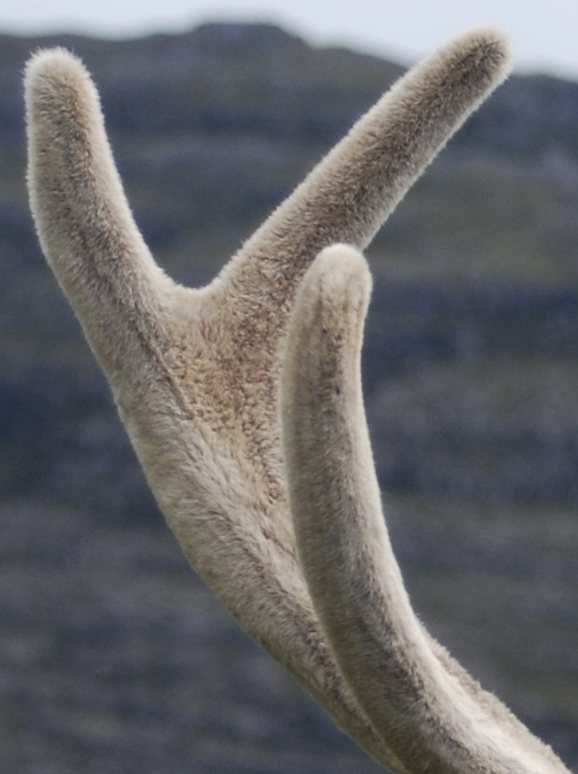
Un corn de cerb comun. Catifeaua acoperă coarnele în creștere, asigurând fluxul sanguin care furnizează oxigen și nutrienți.

Cerbul lopătar și diferitele subspecii de reni au cele mai mari și cele mai grele coarne, atât în termeni absoluți, cât și în raport cu masa corporală (în medie opt grame pe kilogram de masă corporală); Elaphodus cephalophus, pe de altă parte, are cele mai mici coarne dintre toate cerbii, în timp ce pudú are cele mai ușoare coarne în raport cu masa corporală (0,6 g pe kilogram de masă corporală). Structura coarnelor prezintă variații considerabile; în timp ce coarnele de cerb lopătar și de elan au o porțiune centrală lată, coarnele cerbului cu coadă albă au o serie de dinți care țâșnesc în sus de la un fascicul principal curbat în față, iar cele ale pudú sunt simple țepușe. Dezvoltarea coarnelor începe de la pedicul, o structură osoasă care apare în partea superioară a craniului în momentul în care animalul are un an. Pediculul dă naștere unui corn cu țepi în anul următor, care este înlocuit de un corn ramificat în al treilea an. Acest proces de pierdere a unui set de coarne pentru a dezvolta un set mai mare și mai ramificat continuă pentru tot restul vieții. Coarnele apar ca țesuturi moi (cunoscute sub numele de coarne de catifea) și se întăresc progresiv în structuri osoase (cunoscute sub numele de coarne dure), în urma mineralizării și blocării vaselor de sânge din țesuturi, de la vârf până la bază.
Coarnele ar putea fi una dintre cele mai exagerate caracteristici sexuale secundare masculine, și sunt destinate în primul rând succesului reproductiv prin selecție sexuală și luptei. Dinții (furcile) de pe coarne creează caneluri care permit coarnelor unui alt mascul să se blocheze în poziție. Acest lucru le permite masculilor să se lupte fără a risca să se rănească la nivelul feței. Coarnele sunt corelate cu poziția unui individ în ierarhia socială și cu comportamentul acestuia. De exemplu, cu cât coarnele sunt mai grele, cu atât statutul individului în ierarhia socială este mai ridicat și cu atât mai mare este întârzierea cu care își pierde coarnele; masculii cu coarne mai mari tind să fie mai agresivi și mai dominanți față de ceilalți. Coarnele pot fi un semnal onest al calității genetice; masculii cu coarne mai mari în raport cu mărimea corpului tind să aibă o rezistență mai mare la agenții patogeni și o capacitate de reproducere mai mare.
Coarnele oferă, de asemenea, protecție împotriva prădătorilor lupi.

## Biologie

### Dietă
Cerbii sunt sunt în general mamifere erbivore care se hrănesc cu diferite părți ale plantelor, cum ar fi frunze, scoarță, muguri și crengi, dar și cu fructe și, mai rar, cu ierburi. La latitudini nordice în timpul iernii, se hrănesc cu licheni. Se hrănesc în etape, o zi având între cinci și unsprezece etape de alimentație, în funcție de mărimea stomacului. Între ele, există perioade de odihnă prelungite, în timpul cărora mâncarea este digerată și mestecată din nou. În loc să mănânce și să digere cantități mari de hrană fibroasă de calitate inferioară, așa cum fac, de exemplu, oile și vitele, căprioarele selectează lăstarii ușor de digerat, frunzele tinere, ierburile proaspete, crengi moi, fructe, ciuperci și licheni. Alimentele cu conținut scăzut de fibre, după o fermentare și mărunțire minimă, trec rapid prin canalul alimentar. Cerbii au nevoie de o cantitate mare de minerale, cum ar fi calciu și fosfat, pentru a susține creșterea coarnelor, ceea ce necesită în continuare o dietă bogată în nutrienți. 
Unele specii se hrănesc și cu hrană de origine animală, cum ar fi crustacee, păsări sau pești. De asemenea, se știe că aceștia ronțăie oase sau resturi de coarne de cerb, lucru care poate fi observat adesea la masculi. Acest comportament contribuie la echilibrarea sau la creșterea bilanțului mineral în timpul creșterii coarnelor și poate, de asemenea, să atenueze sau să suprime osteoporoza care o însoțește uneori. Speciile care sunt răspândite în special în climatele temperate și reci au un ciclu anual de consum de hrană, în cantități și cu compoziții diferite. Acest ciclu anual începe primăvara pentru femele, odată cu sfârșitul perioadei de gestație și începerea producției de lapte pentru pui, care necesită cantități mari de hrană. Masculii consumă în această perioadă o proporție mare de grăsimi, pe care le consumă toamna, în timpul fazei de rut, în care nu consumă aproape deloc hrană. În timpul iernii, animalele consumă în general o cantitate mai mică de hrană, care este însoțită de o scădere a ratei metabolice și economisește energie pentru menținerea temperaturii corpului.

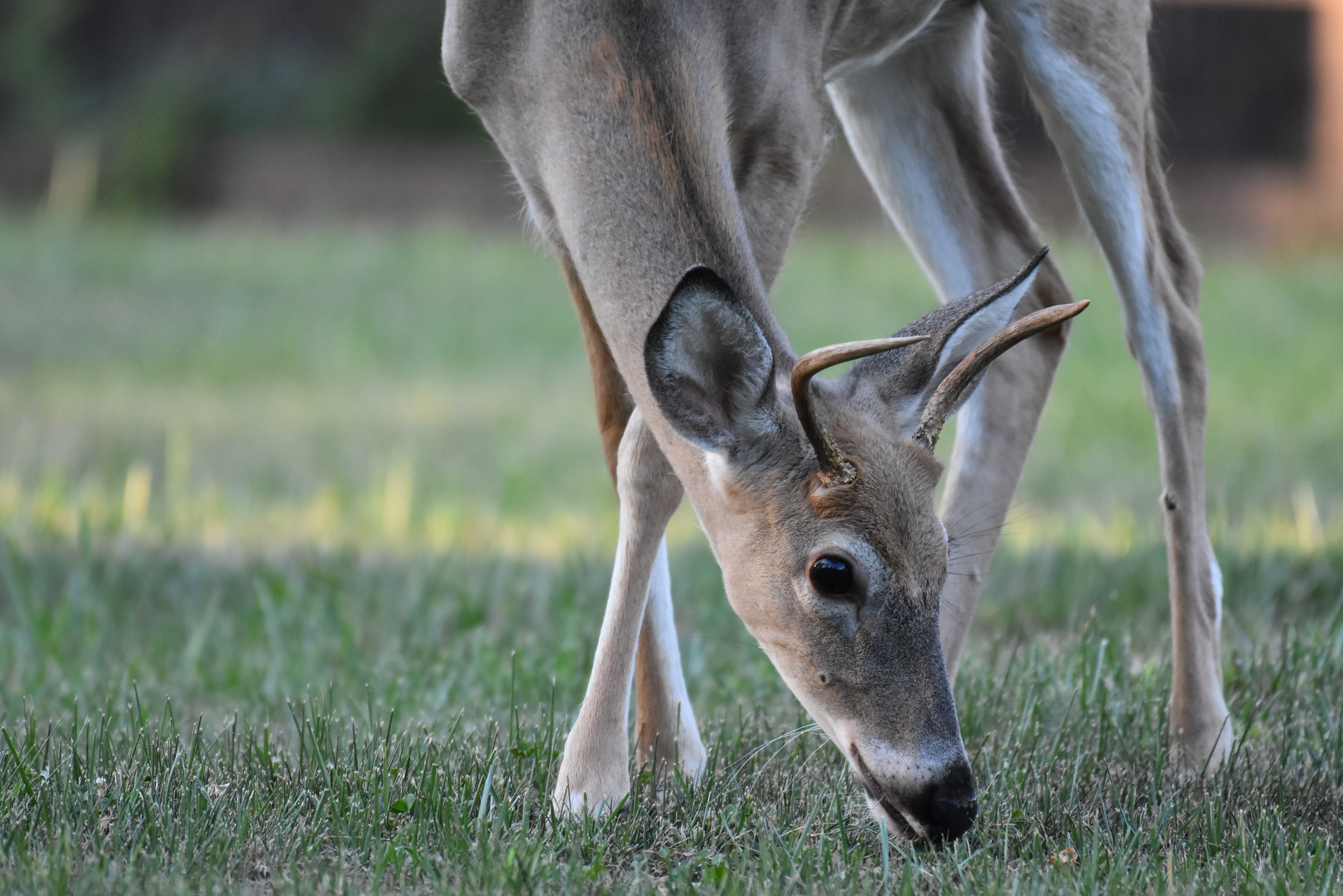
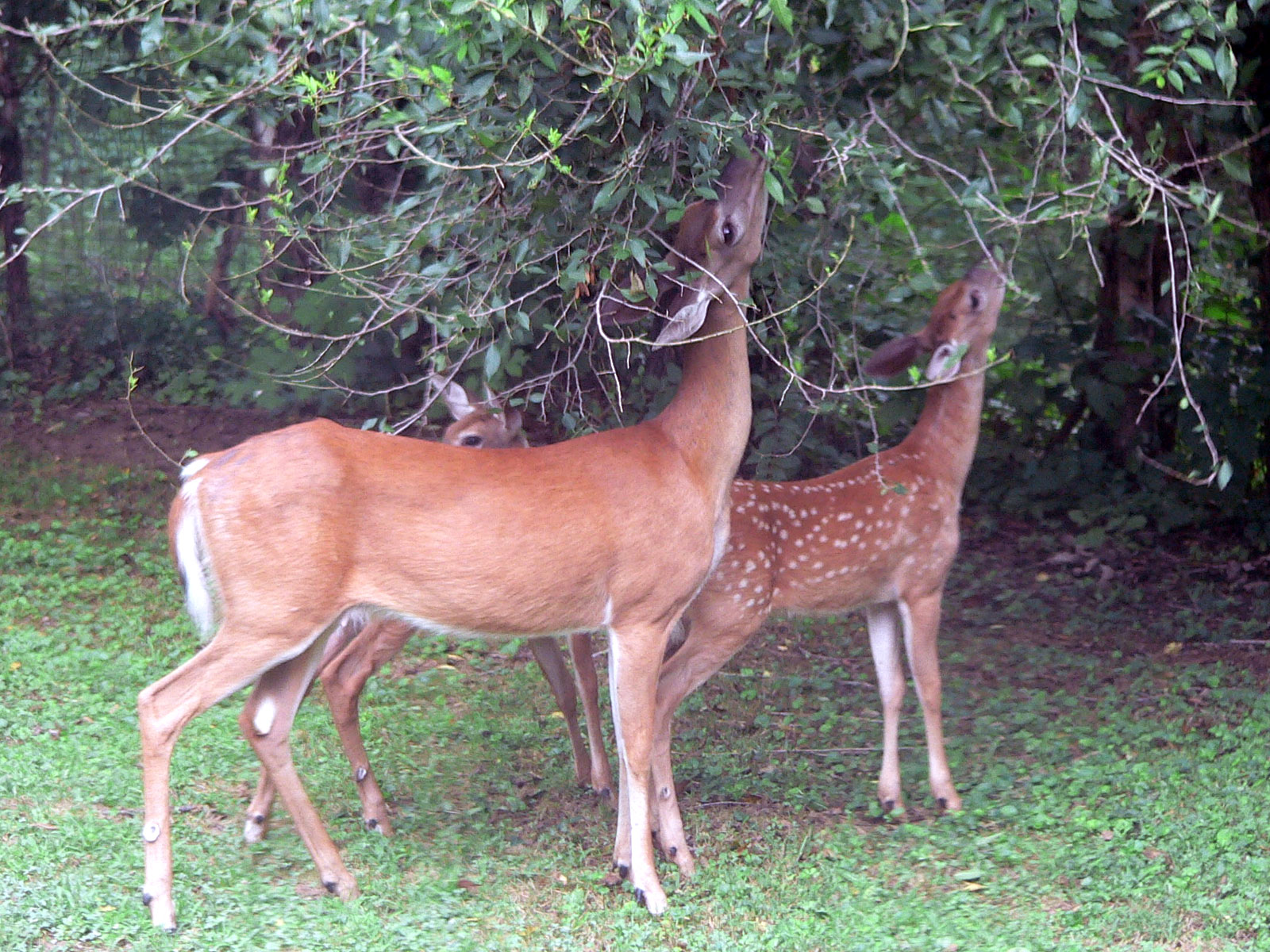
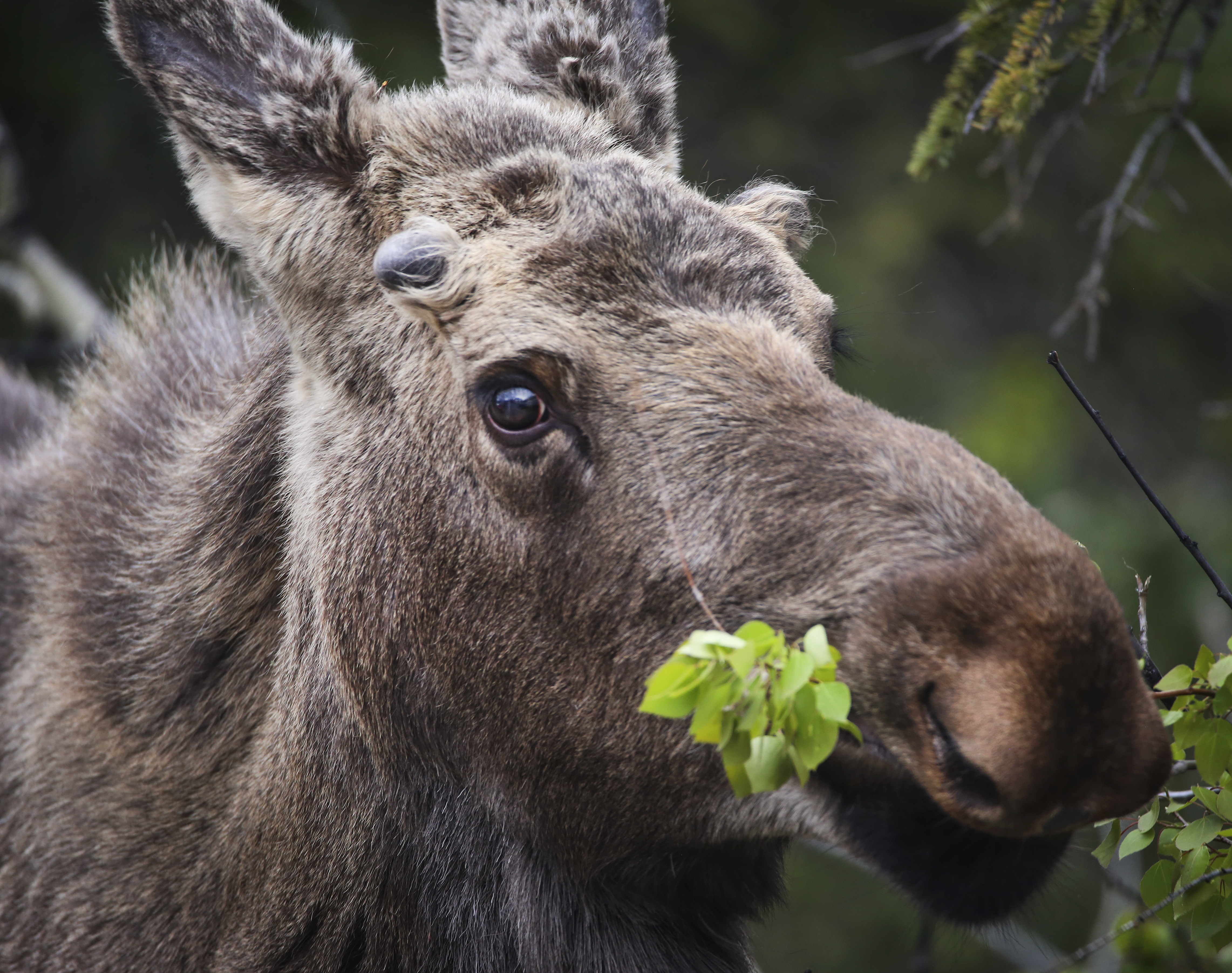

### Reproducere
Aproape toate cervidele sunt așa-numite specii uniparentale: puii sunt îngrijiți doar de femelă, numită cel mai adesea căprioară. În general, o căprioară are unul sau doi pui odată (tripleții sunt neobișnuiți). Sezoanele de împerechere ale fiecărei specii de căprioare, denumite în mod obișnuit „rut”, variază în funcție de regiunea geografică. În peisajele tropicale, reproducerea poate avea loc pe tot parcursul anului, în timp ce în regiunile temperate are loc de obicei toamna sau iarna și este, prin urmare, sezonieră. Ciclul sexual variază de la 11 zile la pudus la 29 de zile la cerbul axis.
În timpul fazei de reproducere, masculii speciilor mai mici formează perechi temporare cu una sau două femele care rămân împreună doar două sau trei zile. Există diferite strategii de reproducere la speciile foarte poligine. De exemplu, masculii invadează teritoriile femelelor și atrag atenția asupra lor prin marcarea cu secreții olfactive sau prin vocalize puternice cu strigăte puternice și repetitive de rut. Alții formează haremuri și le apără împotriva rivalilor, luptă pentru dominație în grupuri mixte sau se luptă pentru dreptul de a se împerechea pe terenurile de împerechere. În cadrul unei specii pot apărea strategii diferite, de exemplu la cerbul lopătar sau la cerbul roșu, care își adaptează comportamentul în funcție de situația dată și sunt capabili să își varieze modelul în decursul unei zile. La speciile cu dimorfism ridicat, drepturile de împerechere sunt de obicei rezervate masculilor mai mari și mai puternici; la cerbul lopătar, 3% dintre masculi acoperă în medie trei sferturi din femelele pregătite de împerechere.
Perioada de gestație a cerbilor este de obicei de șase până la nouă luni, deși căprioara europeană face excepție în acest caz, deoarece perioada de repaus vegetativ prelungește perioada de gestație la zece luni. De obicei femelele fată un pui, doar în cazul cerbului cenușiu se nasc de la doi până la maximum cinci pui. Majoritatea cerbilor se nasc cu blana acoperită de pete albe, deși la multe specii acestea își pierd aceste pete până la sfârșitul primei ierni. În primele douăzeci de minute de viață, puiul de cerb începe să facă primii pași. Femela îl linge până când aproape că nu mai are miros, astfel încât prădătorii să nu-l găsească. Puiul rămâne ascuns în iarbă timp de o săptămână, până când este suficient de puternic pentru a merge alături de mama sa. Puiul și mama rămân împreună timp de aproximativ un an. De obicei, puiul masculul pleacă și nu-și mai vede niciodată mama, dar femelele se întorc uneori cu propriii lor pui și formează turme mici.

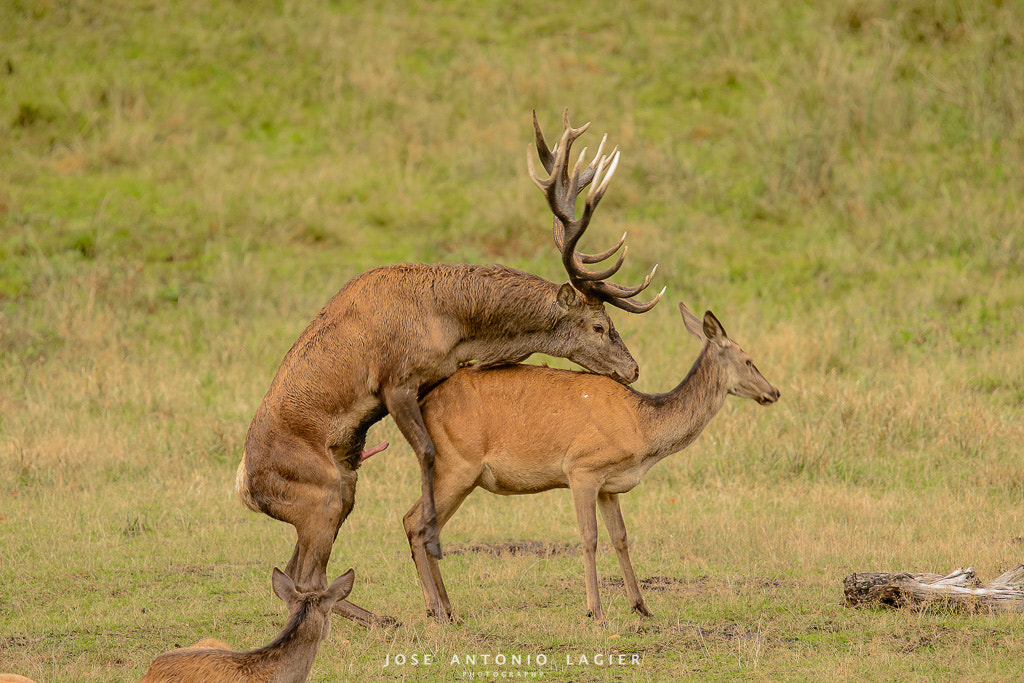
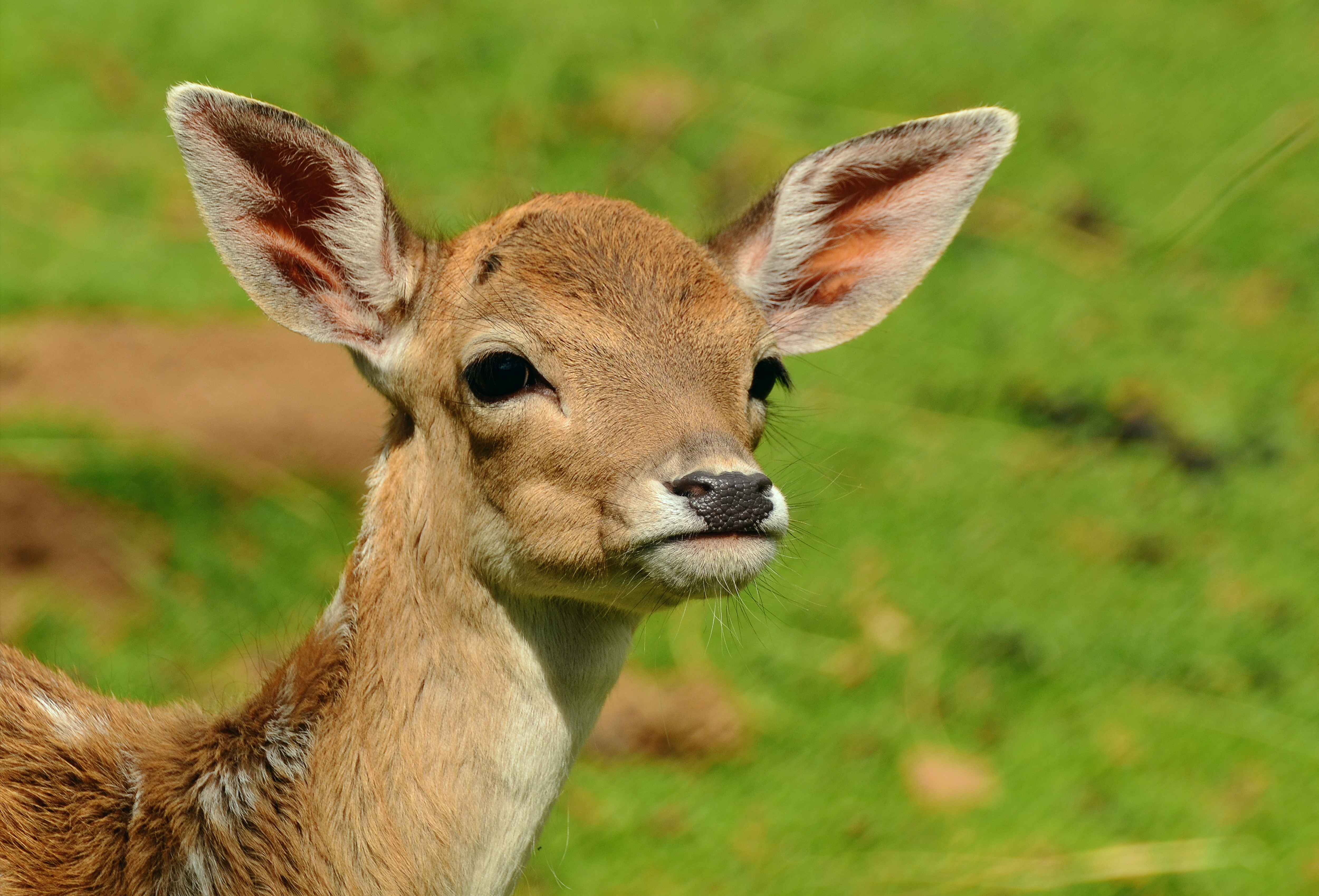
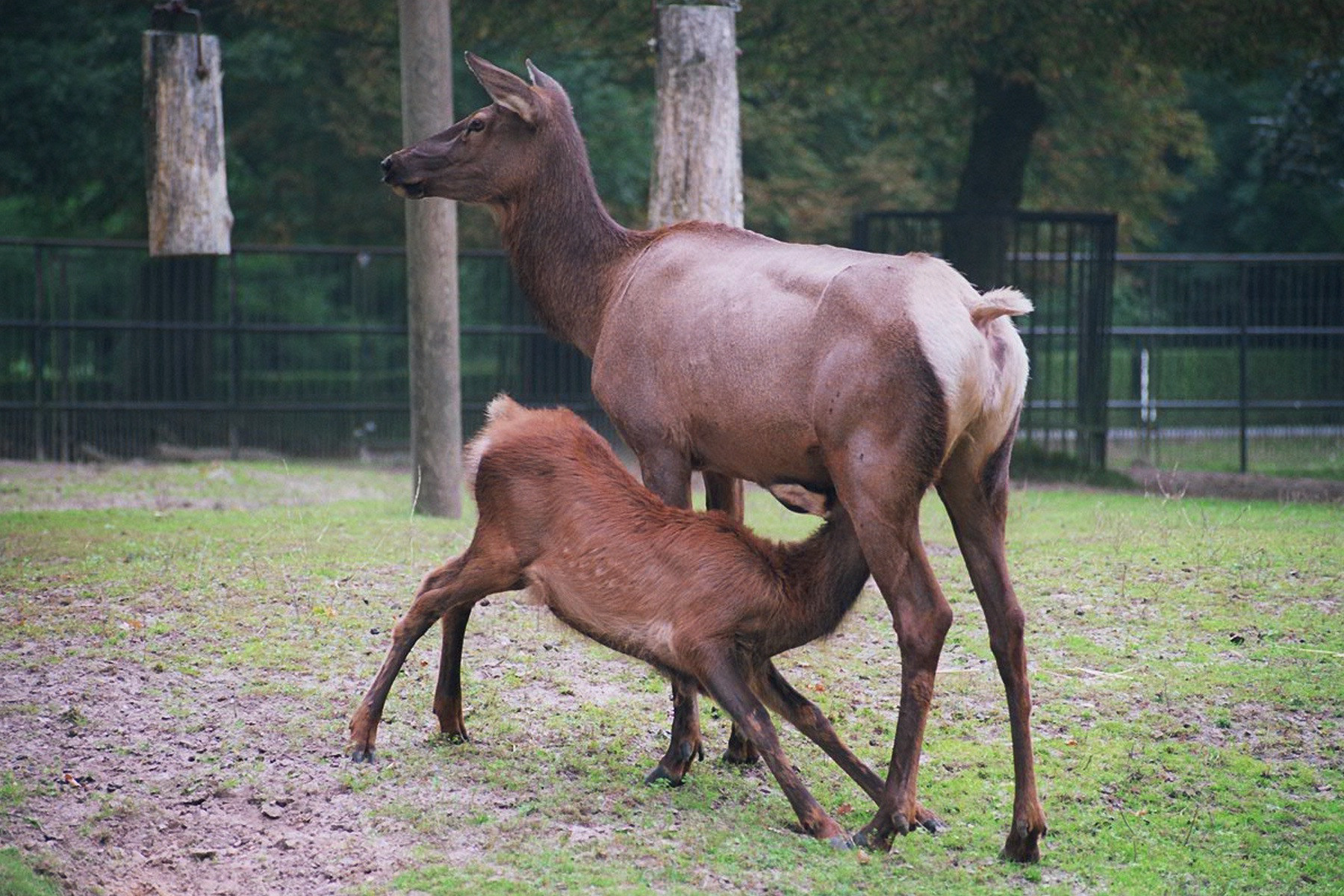

## Taxonomie și clasificare

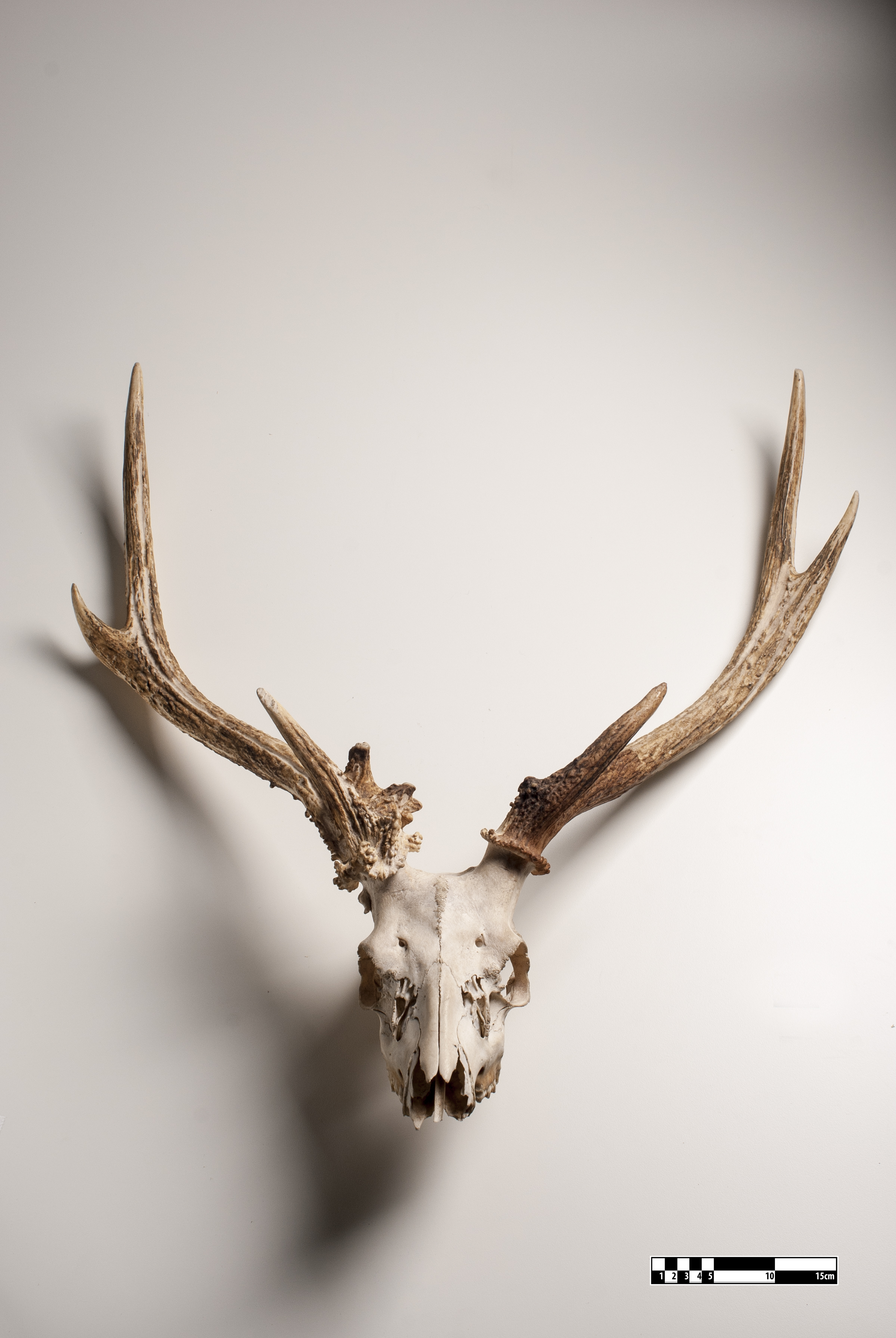
Craniu de cervidă

Familia Cervidae a fost descrisă pentru prima dată de zoologul german Georg August Goldfuss în Handbuch der Zoologie (1820). Au fost recunoscute trei subfamilii: Capreolinae (descrisă pentru prima dată de zoologul englez Joshua Brookes în 1828), Cervinae (descrisă de Goldfuss) și Hydropotinae (descrisă pentru prima dată de zoologul francez Édouard Louis Trouessart în 1898).
Alte încercări de clasificare a cerbilor s-au bazat pe diferențe morfologice și genetice.  Naturalistul anglo-irlandez Victor Brooke a sugerat în 1878 că cerbii ar putea fi împărțiți în două clase în funcție de caracteristicile celui de-al doilea și al cincilea os metacarpian al membrelor anterioare: Plesiometacarpalia (majoritatea cerbilor din Lumea Veche) și Telemetacarpalia (majoritatea cerbilor din Lumea Nouă). El a tratat moschus ca pe un cervid, încadrându-l la Telemetacarpalia. Diferențierea pe baza numărului diploid de cromozomi de la sfârșitul secolului XX a fost viciată de mai multe neconcordanțe.
În 1987, zoologii Colin Groves și Peter Grubb au identificat trei subfamilii: Cervinae, Hydropotinae și Odocoileinae; ei au observat că hidropotinele nu au coarne, iar celelalte două subfamilii diferă în ceea ce privește morfologia scheletului. Ei au revenit asupra acestei clasificări în anul 2000.
Analizele filogenetice moleculare din a doua jumătate a anilor 2000 arată că Hydropotes este un taxon soră a lui Capreolus, iar "Hydropotinae" a devenit o subfamilie care în prezent nu mai este folosită în clasificări.

### Relații externe
Până în 2003, se știa că familia Moschidae era taxon soră cu Cervidae. Apoi, un studiu filogenetic realizat de Alexandre Hassanin (de la Muzeul Național de Istorie Naturală, Franța) și colegii săi, bazat pe analize mitocondriale și nucleare, a arătat că Moschidae și Bovidae formează o cladă soră cu Cervidae. Potrivit studiului, Cervidae a deviat din clada Bovidae-Moschidae în urmă cu 27-28 milioane de ani. Următoarea cladogramă se bazează pe studiul din 2003.
|  | Cervidae                                              |
|  |                                                       |
|  | \| \| Bovidae \| \| \| \| \| \| Moschidae \| \| \| \| |
|  |                                                       |
|  | Bovidae                                               |
|  |                                                       |
|  | Moschidae                                             |
|  |                                                       |

|  | Bovidae   |
|  |           |
|  | Moschidae |
|  |           |

|  | Cervidae                                              |
|  |                                                       |
|  | \| \| Bovidae \| \| \| \| \| \| Moschidae \| \| \| \| |
|  |                                                       |
|  | Bovidae                                               |
|  |                                                       |
|  | Moschidae                                             |
|  |                                                       |

|  | Bovidae   |
|  |           |
|  | Moschidae |
|  |           |

|  | Cervidae                                              |
|  |                                                       |
|  | \| \| Bovidae \| \| \| \| \| \| Moschidae \| \| \| \| |
|  |                                                       |
|  | Bovidae                                               |
|  |                                                       |
|  | Moschidae                                             |
|  |                                                       |

|  | Bovidae   |
|  |           |
|  | Moschidae |
|  |           |

|  | Cervidae                                              |
|  |                                                       |
|  | \| \| Bovidae \| \| \| \| \| \| Moschidae \| \| \| \| |
|  |                                                       |
|  | Bovidae                                               |
|  |                                                       |
|  | Moschidae                                             |
|  |                                                       |

|  | Bovidae   |
|  |           |
|  | Moschidae |
|  |           |

### Relații interne
Un studiu filogenetic din 2006 al relațiilor interne din Cervidae, realizat de Clément Gilbert și colegii săi, a împărțit familia în două clade majore: Capreolinae (cerbi din Lumea Nouă) și Cervinae (cerbi din Lumea Veche). Studiile de la sfârșitul secolului XX au sugerat o bifurcație similară în cadrul familiei. Acest lucru, precum și studiile anterioare, susțin monofilia în Cervinae, în timp ce Capreolinae pare parafilic. Studiul din 2006 a identificat două neamuri în Cervinae, Cervini (care cuprinde genurile Axis, Cervus, Dama și Rucervus) și Muntiacini (Muntiacus și Elaphodus). Capreolinae a inclus trei linii, Alceini (speciile Alces), Capreolini (Capreolus și subfamilia Hydropotinae) și Rangiferini (speciile Blastocerus, Hippocamelus, Mazama, Odocoileus, Pudu și Rangifer). Următoarea cladogramă se bazează pe studiul din 2006.
|  | Muntiacus reevesi     |
|  |                       |
|  | Elaphodus cephalophus |
|  |                       |

|  | Cerb lopătar        |
|  |                     |
|  | Cerb lopătar persan |
|  |                     |

|  | Cervus timorensis |
|  |                   |
|  | Rusa unicolor     |
|  |                   |

|  | Cerbul comun       |
|  |                    |
|  | Cervus albirostris |
|  |                    |
|  | Cerbul pătat       |
|  |                    |
|  | Wapiti             |
|  |                    |

|  | Cervus timorensis |
|  |                   |
|  | Rusa unicolor     |
|  |                   |

|  | Cerbul comun       |
|  |                    |
|  | Cervus albirostris |
|  |                    |
|  | Cerbul pătat       |
|  |                    |
|  | Wapiti             |
|  |                    |

|  | Rucervus eldii       |
|  |                      |
|  | Elaphurus davidianus |
|  |                      |

|  | Cervus timorensis |
|  |                   |
|  | Rusa unicolor     |
|  |                   |

|  | Cerbul comun       |
|  |                    |
|  | Cervus albirostris |
|  |                    |
|  | Cerbul pătat       |
|  |                    |
|  | Wapiti             |
|  |                    |

|  | Cervus timorensis |
|  |                   |
|  | Rusa unicolor     |
|  |                   |

|  | Cerbul comun       |
|  |                    |
|  | Cervus albirostris |
|  |                    |
|  | Cerbul pătat       |
|  |                    |
|  | Wapiti             |
|  |                    |

|  | Rucervus eldii       |
|  |                      |
|  | Elaphurus davidianus |
|  |                      |

|  | Cerb lopătar        |
|  |                     |
|  | Cerb lopătar persan |
|  |                     |

|  | Cervus timorensis |
|  |                   |
|  | Rusa unicolor     |
|  |                   |

|  | Cerbul comun       |
|  |                    |
|  | Cervus albirostris |
|  |                    |
|  | Cerbul pătat       |
|  |                    |
|  | Wapiti             |
|  |                    |

|  | Cervus timorensis |
|  |                   |
|  | Rusa unicolor     |
|  |                   |

|  | Cerbul comun       |
|  |                    |
|  | Cervus albirostris |
|  |                    |
|  | Cerbul pătat       |
|  |                    |
|  | Wapiti             |
|  |                    |

|  | Rucervus eldii       |
|  |                      |
|  | Elaphurus davidianus |
|  |                      |

|  | Cervus timorensis |
|  |                   |
|  | Rusa unicolor     |
|  |                   |

|  | Cerbul comun       |
|  |                    |
|  | Cervus albirostris |
|  |                    |
|  | Cerbul pătat       |
|  |                    |
|  | Wapiti             |
|  |                    |

|  | Cervus timorensis |
|  |                   |
|  | Rusa unicolor     |
|  |                   |

|  | Cerbul comun       |
|  |                    |
|  | Cervus albirostris |
|  |                    |
|  | Cerbul pătat       |
|  |                    |
|  | Wapiti             |
|  |                    |

|  | Rucervus eldii       |
|  |                      |
|  | Elaphurus davidianus |
|  |                      |

|  | Rucervus duvaucelii                                         |
|  |                                                             |
|  | \| \| Axis porcinus \| \| \| \| \| \| Axis axis \| \| \| \| |
|  |                                                             |
|  | Axis porcinus                                               |
|  |                                                             |
|  | Axis axis                                                   |
|  |                                                             |

|  | Axis porcinus |
|  |               |
|  | Axis axis     |
|  |               |

|  | Cerb lopătar        |
|  |                     |
|  | Cerb lopătar persan |
|  |                     |

|  | Cervus timorensis |
|  |                   |
|  | Rusa unicolor     |
|  |                   |

|  | Cerbul comun       |
|  |                    |
|  | Cervus albirostris |
|  |                    |
|  | Cerbul pătat       |
|  |                    |
|  | Wapiti             |
|  |                    |

|  | Cervus timorensis |
|  |                   |
|  | Rusa unicolor     |
|  |                   |

|  | Cerbul comun       |
|  |                    |
|  | Cervus albirostris |
|  |                    |
|  | Cerbul pătat       |
|  |                    |
|  | Wapiti             |
|  |                    |

|  | Rucervus eldii       |
|  |                      |
|  | Elaphurus davidianus |
|  |                      |

|  | Cervus timorensis |
|  |                   |
|  | Rusa unicolor     |
|  |                   |

|  | Cerbul comun       |
|  |                    |
|  | Cervus albirostris |
|  |                    |
|  | Cerbul pătat       |
|  |                    |
|  | Wapiti             |
|  |                    |

|  | Cervus timorensis |
|  |                   |
|  | Rusa unicolor     |
|  |                   |

|  | Cerbul comun       |
|  |                    |
|  | Cervus albirostris |
|  |                    |
|  | Cerbul pătat       |
|  |                    |
|  | Wapiti             |
|  |                    |

|  | Rucervus eldii       |
|  |                      |
|  | Elaphurus davidianus |
|  |                      |

|  | Cerb lopătar        |
|  |                     |
|  | Cerb lopătar persan |
|  |                     |

|  | Cervus timorensis |
|  |                   |
|  | Rusa unicolor     |
|  |                   |

|  | Cerbul comun       |
|  |                    |
|  | Cervus albirostris |
|  |                    |
|  | Cerbul pătat       |
|  |                    |
|  | Wapiti             |
|  |                    |

|  | Cervus timorensis |
|  |                   |
|  | Rusa unicolor     |
|  |                   |

|  | Cerbul comun       |
|  |                    |
|  | Cervus albirostris |
|  |                    |
|  | Cerbul pătat       |
|  |                    |
|  | Wapiti             |
|  |                    |

|  | Rucervus eldii       |
|  |                      |
|  | Elaphurus davidianus |
|  |                      |

|  | Cervus timorensis |
|  |                   |
|  | Rusa unicolor     |
|  |                   |

|  | Cerbul comun       |
|  |                    |
|  | Cervus albirostris |
|  |                    |
|  | Cerbul pătat       |
|  |                    |
|  | Wapiti             |
|  |                    |

|  | Cervus timorensis |
|  |                   |
|  | Rusa unicolor     |
|  |                   |

|  | Cerbul comun       |
|  |                    |
|  | Cervus albirostris |
|  |                    |
|  | Cerbul pătat       |
|  |                    |
|  | Wapiti             |
|  |                    |

|  | Rucervus eldii       |
|  |                      |
|  | Elaphurus davidianus |
|  |                      |

|  | Rucervus duvaucelii                                         |
|  |                                                             |
|  | \| \| Axis porcinus \| \| \| \| \| \| Axis axis \| \| \| \| |
|  |                                                             |
|  | Axis porcinus                                               |
|  |                                                             |
|  | Axis axis                                                   |
|  |                                                             |

|  | Axis porcinus |
|  |               |
|  | Axis axis     |
|  |               |

|  | Muntiacus reevesi     |
|  |                       |
|  | Elaphodus cephalophus |
|  |                       |

|  | Cerb lopătar        |
|  |                     |
|  | Cerb lopătar persan |
|  |                     |

|  | Cervus timorensis |
|  |                   |
|  | Rusa unicolor     |
|  |                   |

|  | Cerbul comun       |
|  |                    |
|  | Cervus albirostris |
|  |                    |
|  | Cerbul pătat       |
|  |                    |
|  | Wapiti             |
|  |                    |

|  | Cervus timorensis |
|  |                   |
|  | Rusa unicolor     |
|  |                   |

|  | Cerbul comun       |
|  |                    |
|  | Cervus albirostris |
|  |                    |
|  | Cerbul pătat       |
|  |                    |
|  | Wapiti             |
|  |                    |

|  | Rucervus eldii       |
|  |                      |
|  | Elaphurus davidianus |
|  |                      |

|  | Cervus timorensis |
|  |                   |
|  | Rusa unicolor     |
|  |                   |

|  | Cerbul comun       |
|  |                    |
|  | Cervus albirostris |
|  |                    |
|  | Cerbul pătat       |
|  |                    |
|  | Wapiti             |
|  |                    |

|  | Cervus timorensis |
|  |                   |
|  | Rusa unicolor     |
|  |                   |

|  | Cerbul comun       |
|  |                    |
|  | Cervus albirostris |
|  |                    |
|  | Cerbul pătat       |
|  |                    |
|  | Wapiti             |
|  |                    |

|  | Rucervus eldii       |
|  |                      |
|  | Elaphurus davidianus |
|  |                      |

|  | Cerb lopătar        |
|  |                     |
|  | Cerb lopătar persan |
|  |                     |

|  | Cervus timorensis |
|  |                   |
|  | Rusa unicolor     |
|  |                   |

|  | Cerbul comun       |
|  |                    |
|  | Cervus albirostris |
|  |                    |
|  | Cerbul pătat       |
|  |                    |
|  | Wapiti             |
|  |                    |

|  | Cervus timorensis |
|  |                   |
|  | Rusa unicolor     |
|  |                   |

|  | Cerbul comun       |
|  |                    |
|  | Cervus albirostris |
|  |                    |
|  | Cerbul pătat       |
|  |                    |
|  | Wapiti             |
|  |                    |

|  | Rucervus eldii       |
|  |                      |
|  | Elaphurus davidianus |
|  |                      |

|  | Cervus timorensis |
|  |                   |
|  | Rusa unicolor     |
|  |                   |

|  | Cerbul comun       |
|  |                    |
|  | Cervus albirostris |
|  |                    |
|  | Cerbul pătat       |
|  |                    |
|  | Wapiti             |
|  |                    |

|  | Cervus timorensis |
|  |                   |
|  | Rusa unicolor     |
|  |                   |

|  | Cerbul comun       |
|  |                    |
|  | Cervus albirostris |
|  |                    |
|  | Cerbul pătat       |
|  |                    |
|  | Wapiti             |
|  |                    |

|  | Rucervus eldii       |
|  |                      |
|  | Elaphurus davidianus |
|  |                      |

|  | Rucervus duvaucelii                                         |
|  |                                                             |
|  | \| \| Axis porcinus \| \| \| \| \| \| Axis axis \| \| \| \| |
|  |                                                             |
|  | Axis porcinus                                               |
|  |                                                             |
|  | Axis axis                                                   |
|  |                                                             |

|  | Axis porcinus |
|  |               |
|  | Axis axis     |
|  |               |

|  | Cerb lopătar        |
|  |                     |
|  | Cerb lopătar persan |
|  |                     |

|  | Cervus timorensis |
|  |                   |
|  | Rusa unicolor     |
|  |                   |

|  | Cerbul comun       |
|  |                    |
|  | Cervus albirostris |
|  |                    |
|  | Cerbul pătat       |
|  |                    |
|  | Wapiti             |
|  |                    |

|  | Cervus timorensis |
|  |                   |
|  | Rusa unicolor     |
|  |                   |

|  | Cerbul comun       |
|  |                    |
|  | Cervus albirostris |
|  |                    |
|  | Cerbul pătat       |
|  |                    |
|  | Wapiti             |
|  |                    |

|  | Rucervus eldii       |
|  |                      |
|  | Elaphurus davidianus |
|  |                      |

|  | Cervus timorensis |
|  |                   |
|  | Rusa unicolor     |
|  |                   |

|  | Cerbul comun       |
|  |                    |
|  | Cervus albirostris |
|  |                    |
|  | Cerbul pătat       |
|  |                    |
|  | Wapiti             |
|  |                    |

|  | Cervus timorensis |
|  |                   |
|  | Rusa unicolor     |
|  |                   |

|  | Cerbul comun       |
|  |                    |
|  | Cervus albirostris |
|  |                    |
|  | Cerbul pătat       |
|  |                    |
|  | Wapiti             |
|  |                    |

|  | Rucervus eldii       |
|  |                      |
|  | Elaphurus davidianus |
|  |                      |

|  | Cerb lopătar        |
|  |                     |
|  | Cerb lopătar persan |
|  |                     |

|  | Cervus timorensis |
|  |                   |
|  | Rusa unicolor     |
|  |                   |

|  | Cerbul comun       |
|  |                    |
|  | Cervus albirostris |
|  |                    |
|  | Cerbul pătat       |
|  |                    |
|  | Wapiti             |
|  |                    |

|  | Cervus timorensis |
|  |                   |
|  | Rusa unicolor     |
|  |                   |

|  | Cerbul comun       |
|  |                    |
|  | Cervus albirostris |
|  |                    |
|  | Cerbul pătat       |
|  |                    |
|  | Wapiti             |
|  |                    |

|  | Rucervus eldii       |
|  |                      |
|  | Elaphurus davidianus |
|  |                      |

|  | Cervus timorensis |
|  |                   |
|  | Rusa unicolor     |
|  |                   |

|  | Cerbul comun       |
|  |                    |
|  | Cervus albirostris |
|  |                    |
|  | Cerbul pătat       |
|  |                    |
|  | Wapiti             |
|  |                    |

|  | Cervus timorensis |
|  |                   |
|  | Rusa unicolor     |
|  |                   |

|  | Cerbul comun       |
|  |                    |
|  | Cervus albirostris |
|  |                    |
|  | Cerbul pătat       |
|  |                    |
|  | Wapiti             |
|  |                    |

|  | Rucervus eldii       |
|  |                      |
|  | Elaphurus davidianus |
|  |                      |

|  | Rucervus duvaucelii                                         |
|  |                                                             |
|  | \| \| Axis porcinus \| \| \| \| \| \| Axis axis \| \| \| \| |
|  |                                                             |
|  | Axis porcinus                                               |
|  |                                                             |
|  | Axis axis                                                   |
|  |                                                             |

|  | Axis porcinus |
|  |               |
|  | Axis axis     |
|  |               |

|  | Mazama americana                                                           |
|  |                                                                            |
|  | \| \| Cerb cu coadă albă \| \| \| \| \| \| Odocoileus hemionus \| \| \| \| |
|  |                                                                            |
|  | Cerb cu coadă albă                                                         |
|  |                                                                            |
|  | Odocoileus hemionus                                                        |
|  |                                                                            |

|  | Cerb cu coadă albă  |
|  |                     |
|  | Odocoileus hemionus |
|  |                     |

|  | Blastocerus dichotomus  |
|  |                         |
|  | Mazama gouazoubira      |
|  |                         |
|  | Pudu puda               |
|  |                         |
|  | Hippocamelus antisensis |
|  |                         |

|  | Mazama americana                                                           |
|  |                                                                            |
|  | \| \| Cerb cu coadă albă \| \| \| \| \| \| Odocoileus hemionus \| \| \| \| |
|  |                                                                            |
|  | Cerb cu coadă albă                                                         |
|  |                                                                            |
|  | Odocoileus hemionus                                                        |
|  |                                                                            |

|  | Cerb cu coadă albă  |
|  |                     |
|  | Odocoileus hemionus |
|  |                     |

|  | Blastocerus dichotomus  |
|  |                         |
|  | Mazama gouazoubira      |
|  |                         |
|  | Pudu puda               |
|  |                         |
|  | Hippocamelus antisensis |
|  |                         |

|  | Mazama americana                                                           |
|  |                                                                            |
|  | \| \| Cerb cu coadă albă \| \| \| \| \| \| Odocoileus hemionus \| \| \| \| |
|  |                                                                            |
|  | Cerb cu coadă albă                                                         |
|  |                                                                            |
|  | Odocoileus hemionus                                                        |
|  |                                                                            |

|  | Cerb cu coadă albă  |
|  |                     |
|  | Odocoileus hemionus |
|  |                     |

|  | Blastocerus dichotomus  |
|  |                         |
|  | Mazama gouazoubira      |
|  |                         |
|  | Pudu puda               |
|  |                         |
|  | Hippocamelus antisensis |
|  |                         |

|  | Mazama americana                                                           |
|  |                                                                            |
|  | \| \| Cerb cu coadă albă \| \| \| \| \| \| Odocoileus hemionus \| \| \| \| |
|  |                                                                            |
|  | Cerb cu coadă albă                                                         |
|  |                                                                            |
|  | Odocoileus hemionus                                                        |
|  |                                                                            |

|  | Cerb cu coadă albă  |
|  |                     |
|  | Odocoileus hemionus |
|  |                     |

|  | Blastocerus dichotomus  |
|  |                         |
|  | Mazama gouazoubira      |
|  |                         |
|  | Pudu puda               |
|  |                         |
|  | Hippocamelus antisensis |
|  |                         |

|  | Căprioară   |
|  |             |
|  | Cerb de apă |
|  |             |

|  | Mazama americana                                                           |
|  |                                                                            |
|  | \| \| Cerb cu coadă albă \| \| \| \| \| \| Odocoileus hemionus \| \| \| \| |
|  |                                                                            |
|  | Cerb cu coadă albă                                                         |
|  |                                                                            |
|  | Odocoileus hemionus                                                        |
|  |                                                                            |

|  | Cerb cu coadă albă  |
|  |                     |
|  | Odocoileus hemionus |
|  |                     |

|  | Blastocerus dichotomus  |
|  |                         |
|  | Mazama gouazoubira      |
|  |                         |
|  | Pudu puda               |
|  |                         |
|  | Hippocamelus antisensis |
|  |                         |

|  | Mazama americana                                                           |
|  |                                                                            |
|  | \| \| Cerb cu coadă albă \| \| \| \| \| \| Odocoileus hemionus \| \| \| \| |
|  |                                                                            |
|  | Cerb cu coadă albă                                                         |
|  |                                                                            |
|  | Odocoileus hemionus                                                        |
|  |                                                                            |

|  | Cerb cu coadă albă  |
|  |                     |
|  | Odocoileus hemionus |
|  |                     |

|  | Blastocerus dichotomus  |
|  |                         |
|  | Mazama gouazoubira      |
|  |                         |
|  | Pudu puda               |
|  |                         |
|  | Hippocamelus antisensis |
|  |                         |

|  | Mazama americana                                                           |
|  |                                                                            |
|  | \| \| Cerb cu coadă albă \| \| \| \| \| \| Odocoileus hemionus \| \| \| \| |
|  |                                                                            |
|  | Cerb cu coadă albă                                                         |
|  |                                                                            |
|  | Odocoileus hemionus                                                        |
|  |                                                                            |

|  | Cerb cu coadă albă  |
|  |                     |
|  | Odocoileus hemionus |
|  |                     |

|  | Blastocerus dichotomus  |
|  |                         |
|  | Mazama gouazoubira      |
|  |                         |
|  | Pudu puda               |
|  |                         |
|  | Hippocamelus antisensis |
|  |                         |

|  | Mazama americana                                                           |
|  |                                                                            |
|  | \| \| Cerb cu coadă albă \| \| \| \| \| \| Odocoileus hemionus \| \| \| \| |
|  |                                                                            |
|  | Cerb cu coadă albă                                                         |
|  |                                                                            |
|  | Odocoileus hemionus                                                        |
|  |                                                                            |

|  | Cerb cu coadă albă  |
|  |                     |
|  | Odocoileus hemionus |
|  |                     |

|  | Blastocerus dichotomus  |
|  |                         |
|  | Mazama gouazoubira      |
|  |                         |
|  | Pudu puda               |
|  |                         |
|  | Hippocamelus antisensis |
|  |                         |

|  | Căprioară   |
|  |             |
|  | Cerb de apă |
|  |             |

|  | Muntiacus reevesi     |
|  |                       |
|  | Elaphodus cephalophus |
|  |                       |

|  | Cerb lopătar        |
|  |                     |
|  | Cerb lopătar persan |
|  |                     |

|  | Cervus timorensis |
|  |                   |
|  | Rusa unicolor     |
|  |                   |

|  | Cerbul comun       |
|  |                    |
|  | Cervus albirostris |
|  |                    |
|  | Cerbul pătat       |
|  |                    |
|  | Wapiti             |
|  |                    |

|  | Cervus timorensis |
|  |                   |
|  | Rusa unicolor     |
|  |                   |

|  | Cerbul comun       |
|  |                    |
|  | Cervus albirostris |
|  |                    |
|  | Cerbul pătat       |
|  |                    |
|  | Wapiti             |
|  |                    |

|  | Rucervus eldii       |
|  |                      |
|  | Elaphurus davidianus |
|  |                      |

|  | Cervus timorensis |
|  |                   |
|  | Rusa unicolor     |
|  |                   |

|  | Cerbul comun       |
|  |                    |
|  | Cervus albirostris |
|  |                    |
|  | Cerbul pătat       |
|  |                    |
|  | Wapiti             |
|  |                    |

|  | Cervus timorensis |
|  |                   |
|  | Rusa unicolor     |
|  |                   |

|  | Cerbul comun       |
|  |                    |
|  | Cervus albirostris |
|  |                    |
|  | Cerbul pătat       |
|  |                    |
|  | Wapiti             |
|  |                    |

|  | Rucervus eldii       |
|  |                      |
|  | Elaphurus davidianus |
|  |                      |

|  | Cerb lopătar        |
|  |                     |
|  | Cerb lopătar persan |
|  |                     |

|  | Cervus timorensis |
|  |                   |
|  | Rusa unicolor     |
|  |                   |

|  | Cerbul comun       |
|  |                    |
|  | Cervus albirostris |
|  |                    |
|  | Cerbul pătat       |
|  |                    |
|  | Wapiti             |
|  |                    |

|  | Cervus timorensis |
|  |                   |
|  | Rusa unicolor     |
|  |                   |

|  | Cerbul comun       |
|  |                    |
|  | Cervus albirostris |
|  |                    |
|  | Cerbul pătat       |
|  |                    |
|  | Wapiti             |
|  |                    |

|  | Rucervus eldii       |
|  |                      |
|  | Elaphurus davidianus |
|  |                      |

|  | Cervus timorensis |
|  |                   |
|  | Rusa unicolor     |
|  |                   |

|  | Cerbul comun       |
|  |                    |
|  | Cervus albirostris |
|  |                    |
|  | Cerbul pătat       |
|  |                    |
|  | Wapiti             |
|  |                    |

|  | Cervus timorensis |
|  |                   |
|  | Rusa unicolor     |
|  |                   |

|  | Cerbul comun       |
|  |                    |
|  | Cervus albirostris |
|  |                    |
|  | Cerbul pătat       |
|  |                    |
|  | Wapiti             |
|  |                    |

|  | Rucervus eldii       |
|  |                      |
|  | Elaphurus davidianus |
|  |                      |

|  | Rucervus duvaucelii                                         |
|  |                                                             |
|  | \| \| Axis porcinus \| \| \| \| \| \| Axis axis \| \| \| \| |
|  |                                                             |
|  | Axis porcinus                                               |
|  |                                                             |
|  | Axis axis                                                   |
|  |                                                             |

|  | Axis porcinus |
|  |               |
|  | Axis axis     |
|  |               |

|  | Cerb lopătar        |
|  |                     |
|  | Cerb lopătar persan |
|  |                     |

|  | Cervus timorensis |
|  |                   |
|  | Rusa unicolor     |
|  |                   |

|  | Cerbul comun       |
|  |                    |
|  | Cervus albirostris |
|  |                    |
|  | Cerbul pătat       |
|  |                    |
|  | Wapiti             |
|  |                    |

|  | Cervus timorensis |
|  |                   |
|  | Rusa unicolor     |
|  |                   |

|  | Cerbul comun       |
|  |                    |
|  | Cervus albirostris |
|  |                    |
|  | Cerbul pătat       |
|  |                    |
|  | Wapiti             |
|  |                    |

|  | Rucervus eldii       |
|  |                      |
|  | Elaphurus davidianus |
|  |                      |

|  | Cervus timorensis |
|  |                   |
|  | Rusa unicolor     |
|  |                   |

|  | Cerbul comun       |
|  |                    |
|  | Cervus albirostris |
|  |                    |
|  | Cerbul pătat       |
|  |                    |
|  | Wapiti             |
|  |                    |

|  | Cervus timorensis |
|  |                   |
|  | Rusa unicolor     |
|  |                   |

|  | Cerbul comun       |
|  |                    |
|  | Cervus albirostris |
|  |                    |
|  | Cerbul pătat       |
|  |                    |
|  | Wapiti             |
|  |                    |

|  | Rucervus eldii       |
|  |                      |
|  | Elaphurus davidianus |
|  |                      |

|  | Cerb lopătar        |
|  |                     |
|  | Cerb lopătar persan |
|  |                     |

|  | Cervus timorensis |
|  |                   |
|  | Rusa unicolor     |
|  |                   |

|  | Cerbul comun       |
|  |                    |
|  | Cervus albirostris |
|  |                    |
|  | Cerbul pătat       |
|  |                    |
|  | Wapiti             |
|  |                    |

|  | Cervus timorensis |
|  |                   |
|  | Rusa unicolor     |
|  |                   |

|  | Cerbul comun       |
|  |                    |
|  | Cervus albirostris |
|  |                    |
|  | Cerbul pătat       |
|  |                    |
|  | Wapiti             |
|  |                    |

|  | Rucervus eldii       |
|  |                      |
|  | Elaphurus davidianus |
|  |                      |

|  | Cervus timorensis |
|  |                   |
|  | Rusa unicolor     |
|  |                   |

|  | Cerbul comun       |
|  |                    |
|  | Cervus albirostris |
|  |                    |
|  | Cerbul pătat       |
|  |                    |
|  | Wapiti             |
|  |                    |

|  | Cervus timorensis |
|  |                   |
|  | Rusa unicolor     |
|  |                   |

|  | Cerbul comun       |
|  |                    |
|  | Cervus albirostris |
|  |                    |
|  | Cerbul pătat       |
|  |                    |
|  | Wapiti             |
|  |                    |

|  | Rucervus eldii       |
|  |                      |
|  | Elaphurus davidianus |
|  |                      |

|  | Rucervus duvaucelii                                         |
|  |                                                             |
|  | \| \| Axis porcinus \| \| \| \| \| \| Axis axis \| \| \| \| |
|  |                                                             |
|  | Axis porcinus                                               |
|  |                                                             |
|  | Axis axis                                                   |
|  |                                                             |

|  | Axis porcinus |
|  |               |
|  | Axis axis     |
|  |               |

|  | Muntiacus reevesi     |
|  |                       |
|  | Elaphodus cephalophus |
|  |                       |

|  | Cerb lopătar        |
|  |                     |
|  | Cerb lopătar persan |
|  |                     |

|  | Cervus timorensis |
|  |                   |
|  | Rusa unicolor     |
|  |                   |

|  | Cerbul comun       |
|  |                    |
|  | Cervus albirostris |
|  |                    |
|  | Cerbul pătat       |
|  |                    |
|  | Wapiti             |
|  |                    |

|  | Cervus timorensis |
|  |                   |
|  | Rusa unicolor     |
|  |                   |

|  | Cerbul comun       |
|  |                    |
|  | Cervus albirostris |
|  |                    |
|  | Cerbul pătat       |
|  |                    |
|  | Wapiti             |
|  |                    |

|  | Rucervus eldii       |
|  |                      |
|  | Elaphurus davidianus |
|  |                      |

|  | Cervus timorensis |
|  |                   |
|  | Rusa unicolor     |
|  |                   |

|  | Cerbul comun       |
|  |                    |
|  | Cervus albirostris |
|  |                    |
|  | Cerbul pătat       |
|  |                    |
|  | Wapiti             |
|  |                    |

|  | Cervus timorensis |
|  |                   |
|  | Rusa unicolor     |
|  |                   |

|  | Cerbul comun       |
|  |                    |
|  | Cervus albirostris |
|  |                    |
|  | Cerbul pătat       |
|  |                    |
|  | Wapiti             |
|  |                    |

|  | Rucervus eldii       |
|  |                      |
|  | Elaphurus davidianus |
|  |                      |

|  | Cerb lopătar        |
|  |                     |
|  | Cerb lopătar persan |
|  |                     |

|  | Cervus timorensis |
|  |                   |
|  | Rusa unicolor     |
|  |                   |

|  | Cerbul comun       |
|  |                    |
|  | Cervus albirostris |
|  |                    |
|  | Cerbul pătat       |
|  |                    |
|  | Wapiti             |
|  |                    |

|  | Cervus timorensis |
|  |                   |
|  | Rusa unicolor     |
|  |                   |

|  | Cerbul comun       |
|  |                    |
|  | Cervus albirostris |
|  |                    |
|  | Cerbul pătat       |
|  |                    |
|  | Wapiti             |
|  |                    |

|  | Rucervus eldii       |
|  |                      |
|  | Elaphurus davidianus |
|  |                      |

|  | Cervus timorensis |
|  |                   |
|  | Rusa unicolor     |
|  |                   |

|  | Cerbul comun       |
|  |                    |
|  | Cervus albirostris |
|  |                    |
|  | Cerbul pătat       |
|  |                    |
|  | Wapiti             |
|  |                    |

|  | Cervus timorensis |
|  |                   |
|  | Rusa unicolor     |
|  |                   |

|  | Cerbul comun       |
|  |                    |
|  | Cervus albirostris |
|  |                    |
|  | Cerbul pătat       |
|  |                    |
|  | Wapiti             |
|  |                    |

|  | Rucervus eldii       |
|  |                      |
|  | Elaphurus davidianus |
|  |                      |

|  | Rucervus duvaucelii                                         |
|  |                                                             |
|  | \| \| Axis porcinus \| \| \| \| \| \| Axis axis \| \| \| \| |
|  |                                                             |
|  | Axis porcinus                                               |
|  |                                                             |
|  | Axis axis                                                   |
|  |                                                             |

|  | Axis porcinus |
|  |               |
|  | Axis axis     |
|  |               |

|  | Cerb lopătar        |
|  |                     |
|  | Cerb lopătar persan |
|  |                     |

|  | Cervus timorensis |
|  |                   |
|  | Rusa unicolor     |
|  |                   |

|  | Cerbul comun       |
|  |                    |
|  | Cervus albirostris |
|  |                    |
|  | Cerbul pătat       |
|  |                    |
|  | Wapiti             |
|  |                    |

|  | Cervus timorensis |
|  |                   |
|  | Rusa unicolor     |
|  |                   |

|  | Cerbul comun       |
|  |                    |
|  | Cervus albirostris |
|  |                    |
|  | Cerbul pătat       |
|  |                    |
|  | Wapiti             |
|  |                    |

|  | Rucervus eldii       |
|  |                      |
|  | Elaphurus davidianus |
|  |                      |

|  | Cervus timorensis |
|  |                   |
|  | Rusa unicolor     |
|  |                   |

|  | Cerbul comun       |
|  |                    |
|  | Cervus albirostris |
|  |                    |
|  | Cerbul pătat       |
|  |                    |
|  | Wapiti             |
|  |                    |

|  | Cervus timorensis |
|  |                   |
|  | Rusa unicolor     |
|  |                   |

|  | Cerbul comun       |
|  |                    |
|  | Cervus albirostris |
|  |                    |
|  | Cerbul pătat       |
|  |                    |
|  | Wapiti             |
|  |                    |

|  | Rucervus eldii       |
|  |                      |
|  | Elaphurus davidianus |
|  |                      |

|  | Cerb lopătar        |
|  |                     |
|  | Cerb lopătar persan |
|  |                     |

|  | Cervus timorensis |
|  |                   |
|  | Rusa unicolor     |
|  |                   |

|  | Cerbul comun       |
|  |                    |
|  | Cervus albirostris |
|  |                    |
|  | Cerbul pătat       |
|  |                    |
|  | Wapiti             |
|  |                    |

|  | Cervus timorensis |
|  |                   |
|  | Rusa unicolor     |
|  |                   |

|  | Cerbul comun       |
|  |                    |
|  | Cervus albirostris |
|  |                    |
|  | Cerbul pătat       |
|  |                    |
|  | Wapiti             |
|  |                    |

|  | Rucervus eldii       |
|  |                      |
|  | Elaphurus davidianus |
|  |                      |

|  | Cervus timorensis |
|  |                   |
|  | Rusa unicolor     |
|  |                   |

|  | Cerbul comun       |
|  |                    |
|  | Cervus albirostris |
|  |                    |
|  | Cerbul pătat       |
|  |                    |
|  | Wapiti             |
|  |                    |

|  | Cervus timorensis |
|  |                   |
|  | Rusa unicolor     |
|  |                   |

|  | Cerbul comun       |
|  |                    |
|  | Cervus albirostris |
|  |                    |
|  | Cerbul pătat       |
|  |                    |
|  | Wapiti             |
|  |                    |

|  | Rucervus eldii       |
|  |                      |
|  | Elaphurus davidianus |
|  |                      |

|  | Rucervus duvaucelii                                         |
|  |                                                             |
|  | \| \| Axis porcinus \| \| \| \| \| \| Axis axis \| \| \| \| |
|  |                                                             |
|  | Axis porcinus                                               |
|  |                                                             |
|  | Axis axis                                                   |
|  |                                                             |

|  | Axis porcinus |
|  |               |
|  | Axis axis     |
|  |               |

|  | Mazama americana                                                           |
|  |                                                                            |
|  | \| \| Cerb cu coadă albă \| \| \| \| \| \| Odocoileus hemionus \| \| \| \| |
|  |                                                                            |
|  | Cerb cu coadă albă                                                         |
|  |                                                                            |
|  | Odocoileus hemionus                                                        |
|  |                                                                            |

|  | Cerb cu coadă albă  |
|  |                     |
|  | Odocoileus hemionus |
|  |                     |

|  | Blastocerus dichotomus  |
|  |                         |
|  | Mazama gouazoubira      |
|  |                         |
|  | Pudu puda               |
|  |                         |
|  | Hippocamelus antisensis |
|  |                         |

|  | Mazama americana                                                           |
|  |                                                                            |
|  | \| \| Cerb cu coadă albă \| \| \| \| \| \| Odocoileus hemionus \| \| \| \| |
|  |                                                                            |
|  | Cerb cu coadă albă                                                         |
|  |                                                                            |
|  | Odocoileus hemionus                                                        |
|  |                                                                            |

|  | Cerb cu coadă albă  |
|  |                     |
|  | Odocoileus hemionus |
|  |                     |

|  | Blastocerus dichotomus  |
|  |                         |
|  | Mazama gouazoubira      |
|  |                         |
|  | Pudu puda               |
|  |                         |
|  | Hippocamelus antisensis |
|  |                         |

|  | Mazama americana                                                           |
|  |                                                                            |
|  | \| \| Cerb cu coadă albă \| \| \| \| \| \| Odocoileus hemionus \| \| \| \| |
|  |                                                                            |
|  | Cerb cu coadă albă                                                         |
|  |                                                                            |
|  | Odocoileus hemionus                                                        |
|  |                                                                            |

|  | Cerb cu coadă albă  |
|  |                     |
|  | Odocoileus hemionus |
|  |                     |

|  | Blastocerus dichotomus  |
|  |                         |
|  | Mazama gouazoubira      |
|  |                         |
|  | Pudu puda               |
|  |                         |
|  | Hippocamelus antisensis |
|  |                         |

|  | Mazama americana                                                           |
|  |                                                                            |
|  | \| \| Cerb cu coadă albă \| \| \| \| \| \| Odocoileus hemionus \| \| \| \| |
|  |                                                                            |
|  | Cerb cu coadă albă                                                         |
|  |                                                                            |
|  | Odocoileus hemionus                                                        |
|  |                                                                            |

|  | Cerb cu coadă albă  |
|  |                     |
|  | Odocoileus hemionus |
|  |                     |

|  | Blastocerus dichotomus  |
|  |                         |
|  | Mazama gouazoubira      |
|  |                         |
|  | Pudu puda               |
|  |                         |
|  | Hippocamelus antisensis |
|  |                         |

|  | Căprioară   |
|  |             |
|  | Cerb de apă |
|  |             |

|  | Mazama americana                                                           |
|  |                                                                            |
|  | \| \| Cerb cu coadă albă \| \| \| \| \| \| Odocoileus hemionus \| \| \| \| |
|  |                                                                            |
|  | Cerb cu coadă albă                                                         |
|  |                                                                            |
|  | Odocoileus hemionus                                                        |
|  |                                                                            |

|  | Cerb cu coadă albă  |
|  |                     |
|  | Odocoileus hemionus |
|  |                     |

|  | Blastocerus dichotomus  |
|  |                         |
|  | Mazama gouazoubira      |
|  |                         |
|  | Pudu puda               |
|  |                         |
|  | Hippocamelus antisensis |
|  |                         |

|  | Mazama americana                                                           |
|  |                                                                            |
|  | \| \| Cerb cu coadă albă \| \| \| \| \| \| Odocoileus hemionus \| \| \| \| |
|  |                                                                            |
|  | Cerb cu coadă albă                                                         |
|  |                                                                            |
|  | Odocoileus hemionus                                                        |
|  |                                                                            |

|  | Cerb cu coadă albă  |
|  |                     |
|  | Odocoileus hemionus |
|  |                     |

|  | Blastocerus dichotomus  |
|  |                         |
|  | Mazama gouazoubira      |
|  |                         |
|  | Pudu puda               |
|  |                         |
|  | Hippocamelus antisensis |
|  |                         |

|  | Mazama americana                                                           |
|  |                                                                            |
|  | \| \| Cerb cu coadă albă \| \| \| \| \| \| Odocoileus hemionus \| \| \| \| |
|  |                                                                            |
|  | Cerb cu coadă albă                                                         |
|  |                                                                            |
|  | Odocoileus hemionus                                                        |
|  |                                                                            |

|  | Cerb cu coadă albă  |
|  |                     |
|  | Odocoileus hemionus |
|  |                     |

|  | Blastocerus dichotomus  |
|  |                         |
|  | Mazama gouazoubira      |
|  |                         |
|  | Pudu puda               |
|  |                         |
|  | Hippocamelus antisensis |
|  |                         |

|  | Mazama americana                                                           |
|  |                                                                            |
|  | \| \| Cerb cu coadă albă \| \| \| \| \| \| Odocoileus hemionus \| \| \| \| |
|  |                                                                            |
|  | Cerb cu coadă albă                                                         |
|  |                                                                            |
|  | Odocoileus hemionus                                                        |
|  |                                                                            |

|  | Cerb cu coadă albă  |
|  |                     |
|  | Odocoileus hemionus |
|  |                     |

|  | Blastocerus dichotomus  |
|  |                         |
|  | Mazama gouazoubira      |
|  |                         |
|  | Pudu puda               |
|  |                         |
|  | Hippocamelus antisensis |
|  |                         |

|  | Căprioară   |
|  |             |
|  | Cerb de apă |
|  |             |

## Interacțiunea umană

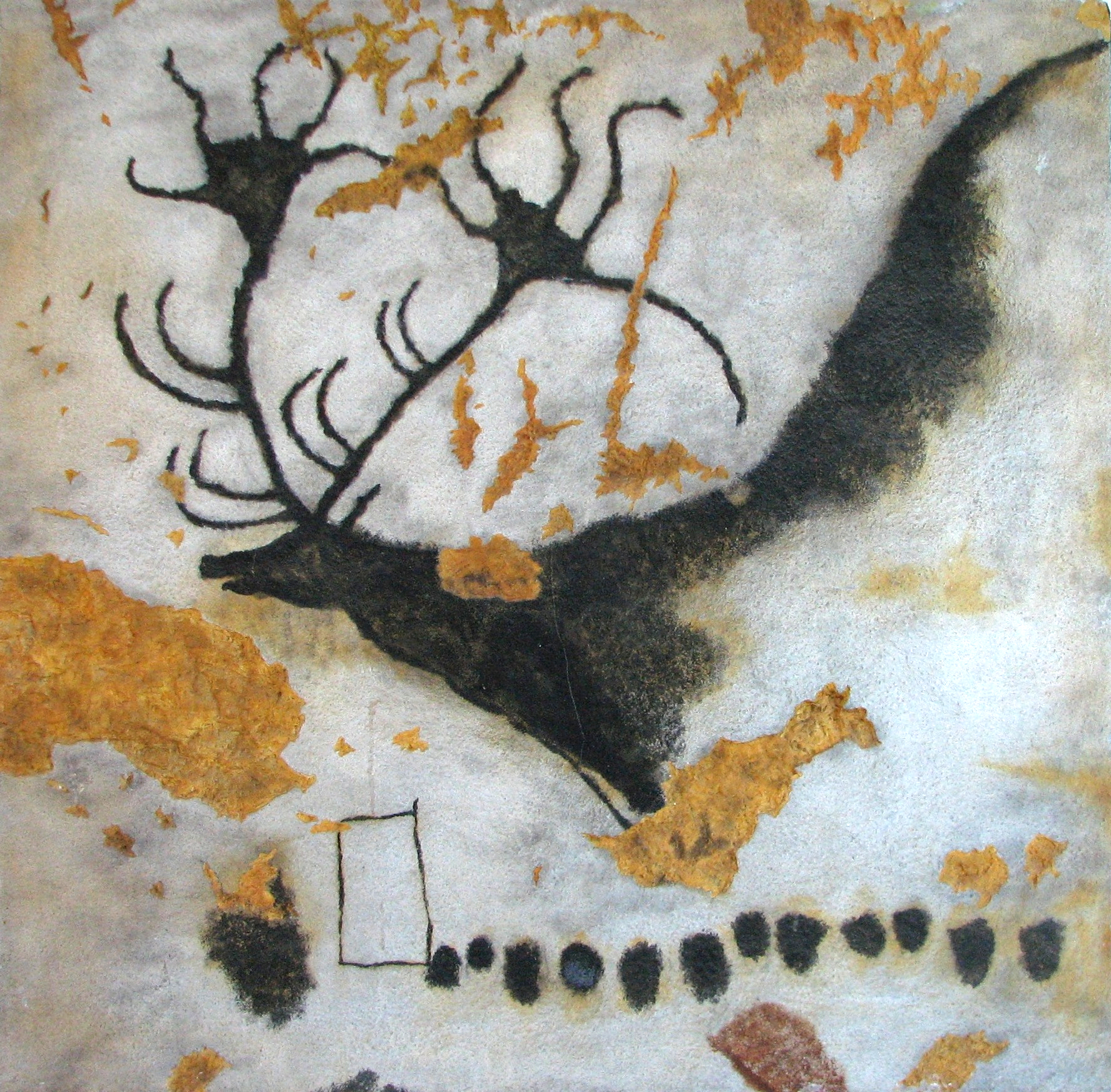
Pictură rupestră din Paleoliticul superior a unui cerb uriaș Megaloceros la Lascaux, veche de 17.300 de ani

### Preistorie
Cerbii au reprezentat o sursă importantă de hrană pentru hominizii timpurii. În China, Homo erectus se hrănea cu cerb sika, în timp ce cerbul roșu era vânat în Germania. În paleoliticul superior, renul a fost hrana de bază pentru oamenii Cro-Magnon, în timp ce picturile rupestre de la Lascaux, în sud-vestul Franței, includ aproximativ 90 de imagini cu cerbi. În China, cerbul a continuat să fie o sursă principală de hrană timp de milenii chiar și după ce oamenii au început să cultive, și este posibil ca cerbul sika și alți cerbi să fi beneficiat de terenurile abandonate. 

### Istorie

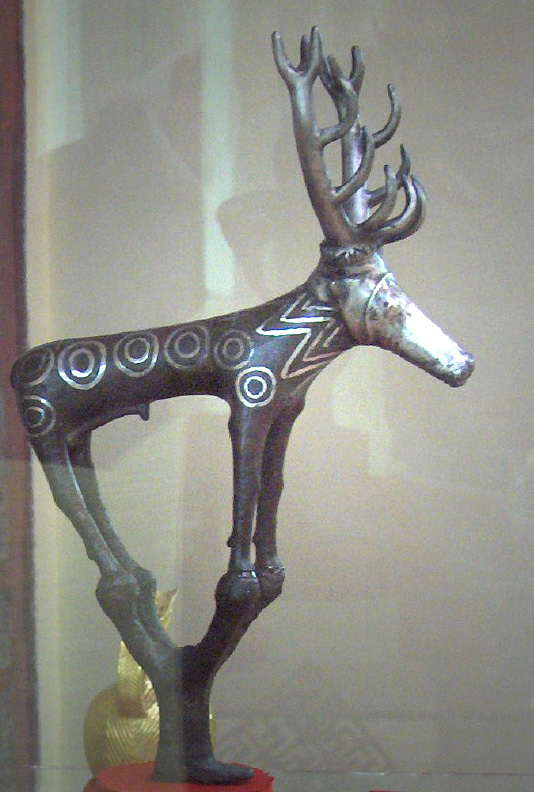
Statuetă de cerb, simbol al unui zeu masculin hitit

Cerbul a avut un rol central în arta, cultura și mitologia antică a hitiților, a vechilor egipteni, a celților, a vechilor greci, a asiaticilor și a multor altora. De exemplu, Mozaicul Vânătoare de cerbi din vechea Pella, sub Regatul Macedoniei (secolul al IV-lea î.Hr.), îl înfățișează probabil pe Alexandru cel Mare vânând un cerb împreună cu Hephaestion. În șintoismul japonez, se crede că cerbul sika este un mesager al zeilor. În China, cerbii sunt asociați cu o mare semnificație medicinală; unii chinezi consideră că penisul de cerb are proprietăți afrodisiace. În China, se crede că cerbul pătat îl însoțește pe zeul longevității. Cerbul era principalul animal de sacrificiu pentru indienii Huichal din Mexic. În Europa medievală, cerbul apărea în scene de vânătoare și în blazoane. Cerbii sunt reprezentați în multe materiale de către diverse civilizații prehispanice din Anzi.
Prenumele masculin Oscar provine din limba irlandeză, unde este derivat din două elemente: primul, os, înseamnă „cerb”; al doilea element, cara, înseamnă „prieten”. Numele este purtat de un celebru erou al mitologiei irlandeze — Oscar, nepotul lui Fionn Mac Cumhail. Numele a fost popularizat în secolul al XVIII-lea de James Macpherson, creatorul „poeziei ossianice”.

### Literatură

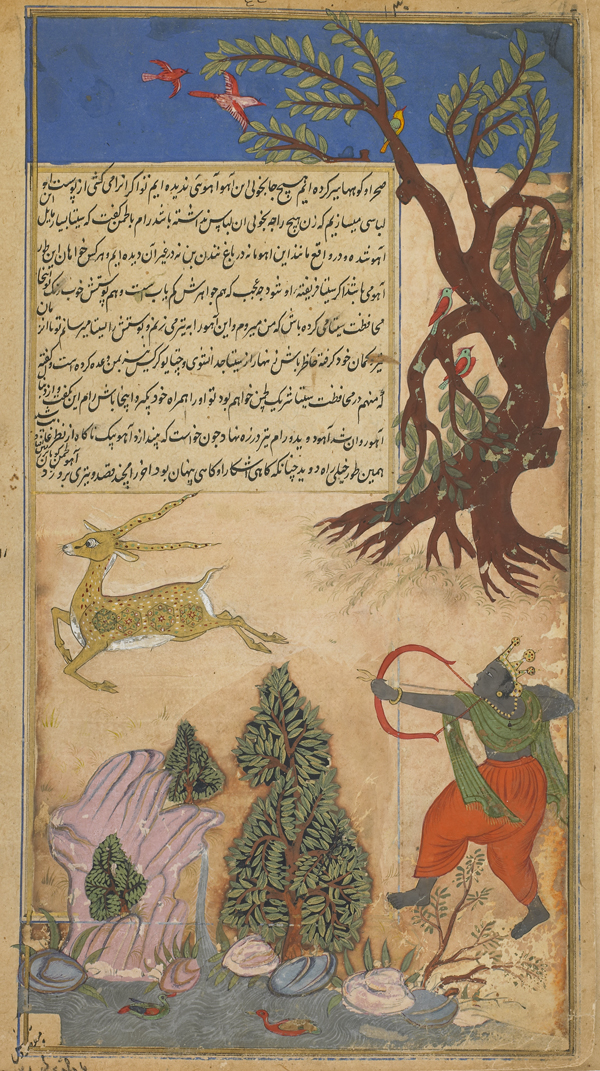
În epopeea indiană Ramayana, Rama omoară iluzoria căprioară de aur

Cerbii au fost parte integrantă a fabulelor și a altor opere literare încă de la începuturile scrierii. Cerbii au fost folosiți ca simboluri în ultimele scrieri sumeriene. De exemplu, barca zeului sumerian Enki se numește Cerbul lui Azbu. Există mai multe mențiuni ale animalului în Rigveda, precum și în Biblie. În epopeea indiană Ramayana, Sita este ademenită de un cerb de aur pe care Rama încearcă să îl prindă. În absența lui Rama și a lui Lakshman, Ravana o răpește pe Sita. Multe dintre fabulele alegorice ale lui Esop, cum ar fi „Cerbul de la baltă”, „Căprioara cu un singur ochi” și „Cerbul și leul”, personifică cerbii pentru a da lecții morale. De exemplu, „Cerbul bolnav” transmite mesajul că prietenii nepăsători pot face mai mult rău decât bine. Cântecul cerbului Yaqui însoțește dansul cerbului, care este executat de un dansator pascola [de la spaniolul "pascua", Paște] (cunoscut și ca dansator de cerbi). Pascolas se prezenta la funcții religioase și sociale de multe ori pe parcursul anului, în special în timpul Postului Mare și al Paștelui.
În tradiția de Crăciun (cum ar fi în poemul narativ „O vizită de la Sfântul Nicolae”), renii sunt adesea reprezentați trăgând sania lui Moș Crăciun. Romanul The Yearling a lui Marjorie Kinnan Rawlings, câștigător al Premiului Pulitzer în 1938, era despre relația unui băiat cu un pui de cerb. În filmul Disney din 1942, Bambi este un cerb cu coadă albă, în timp ce în cartea originală a lui Felix Salten, Bambi, a Life in the Woods din 1923, este un căprior. În romanul fantastic din 1950 al lui C. S. Lewis, Leul, vrăjitoarea și dulapul, regele și regina Narniei îl urmăresc pe Cerbul Alb la vânătoare, deoarece se spune că Cerbul îndeplinește o dorință celui care îl capturează.

### Heraldică

Stema Åland

Cerbi de diferite tipuri apar frecvent în heraldica europeană. Ei apar într-o serie de atitudini: culcat, cu un picior ridicat, aleargând, sărind, în picioare cu toate copitele pe pământ și privind înainte sau uitându-se la privitor. Capetele de cerb sunt, de asemenea, utilizate frecvent; acestea sunt de obicei reprezentate fără un gât atașat și cu fața spre privitor.
Exemple de cerbi în steme pot fi găsite în stemele comitatului Hertfordshire, Anglia, și ale orașului Hertford. O căprioară apare pe stema Autorității poștale israeliene. Printre stemele cu cerbi se numără cele ale Baden-Württemberg, Dotternhausen, Thierachern, Friolzheim, Bauen, Albstadt și Dassel din Germania; ale conților Bathurst din Anglia; ale Balakhna, Gusev, Nijni Novgorod, Odintsovo, Slavsk și Yamalo-Nenets din Rusia; din Åland, în Finlanda, Gjemnes, Hitra, Hjartdal și Rendalen în Norvegia; din Jelenia Góra, Polonia; din Umeå, Suedia; din Queensland, Australia; din Cervera, Catalonia; din Selonia și Semigallia în Letonia; și din Chile.
Alte tipuri de cerb folosite în heraldică sunt cerbul fără coarne, precum și renul și cerbul înaripat. Cerbii înaripați sunt folosiți ca susținători în stema familiei de Carteret. Cerbul de mare, care are coarnele, capul, picioarele din față și partea superioară a corpului unui cerb și coada unei sirene, este des întâlnit în heraldica germană.

### Economie
Cerbii au avut mult timp o importanță economică pentru oameni. Carnea de căprioară, cunoscută sub numele de carne de vânat, este foarte hrănitoare. În Statele Unite, aceasta este produsă în cantități mici în comparație cu carnea de vită, dar reprezintă totuși un comerț semnificativ. Vânătoarea de căprioare este o activitate populară în SUA, care poate oferi familiei vânătorului carne de înaltă calitate și generează venituri pentru state și pentru guvernul federal din vânzarea de licențe și permise. Studiul din 2006 al Serviciului pentru pescuit și faună sălbatică din SUA estimează că vânzările de licențe generează aproximativ 700 de milioane de dolari anual. Aceste venituri sunt destinate, în general, sprijinirii eforturilor de conservare în statele în care sunt cumpărate licențele. În general, Serviciul de Pescuit și Faună Sălbatică al SUA estimează că vânătoarea de vânat mare pentru cerb și elan generează aproximativ 11,8 miliarde de dolari anual în călătorii legate de vânătoare, echipamente și cheltuieli conexe. Legile de conservare împiedică vânzarea cărnii de vânat sălbatic fără licență, deși aceasta poate fi donată.

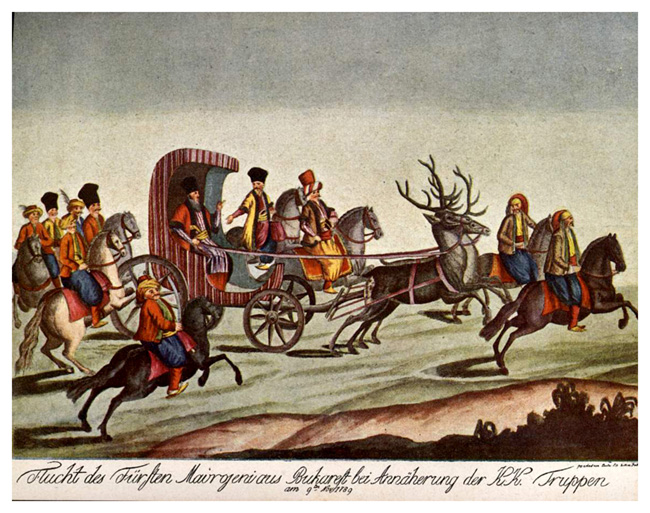
Nicolae Mavrocordat, domnitorul fanariot al Țării Românești, călătorind prin București într-o trăsură trasă de cerbi. Sfârșitul anilor 1780.

Cerbii au fost adesea crescuți în captivitate ca ornamente pentru parcuri, dar numai în cazul renilor s-a reușit o domesticire temeinică. Sami din Scandinavia și din Peninsula Kola din Rusia și alte popoare nomade din nordul Asiei folosesc renul pentru hrană, îmbrăcăminte și transport. Alții sunt crescuți pentru vânătoare și sunt selectați pe baza dimensiunii coarnelor. Principalele țări producătoare de cerbi sunt Noua Zeelandă, lider de piață, alături de Irlanda, Marea Britanie și Germania. Comerțul aduce peste 100 de milioane de dolari anual pentru aceste țări.
Coliziunile dintre autovehicule și cerbi pot avea un cost semnificativ pentru economie. În SUA, în fiecare an au loc aproximativ 1,5 milioane de coliziuni între vehicule și cerbi, potrivit National Highway Traffic Safety Administration. Aceste accidente cauzează anual aproximativ 150 de decese umane și daune materiale de 1,1 miliarde de dolari. În Scoția, mai multe drumuri, inclusiv A82, A87 și A835, au avut probleme suficient de semnificative cu coliziunile între vehicule cu căprioare încât de-a lungul acestor drumuri au fost instalate seturi de semne de avertizare automată.
Din piei se obține o piele deosebit de rezistentă și moale, cunoscută sub numele de piele de cerb. Pieile cu blana încă pe ele nu au nimic special, deoarece părul este fragil și cade repede. Copitele și coarnele sunt folosite în scopuri ornamentale, în special coarnele căprioarei, care sunt folosite pentru a face mânere de umbrele și în scopuri similare; coarnele de elan sunt adesea folosite pentru a face mânere de cuțite. Printre inuiți, cuțitul tradițional al femeilor ulu era confecționat cu un mâner din coarne de cerb sau fildeș. În China, un medicament tradițional chinezesc este fabricat din coarne de cerb, iar coarnele anumitor specii sunt consumate atunci când sunt „în catifea”. Coarnele pot fi, de asemenea, fierte pentru a elibera gelatina proteică, care este folosită ca tratament  pentru iritațiile pielii și este, de asemenea, utilizată în bucătărie.
De la începutul secolului al XX-lea, căprioarele au ajuns să fie considerate în mod obișnuit dăunători în Noua Zeelandă din cauza lipsei de prădători pe insulă, ceea ce a dus la creșterea numărului de populații și la invadarea zonelor mai populate. Acestea concurează cu animalele pentru resurse, precum și cauzează eroziune excesivă și fac ravagii atât în rândul speciilor de plante sălbatice, cât și în agricultură. De asemenea, pot avea un efect asupra eforturilor de conservare a altor specii de plante și animale, deoarece pot contrabalansa în mod critic echilibrul din cadrul unui mediu prin epuizarea drastică a diversității din păduri.

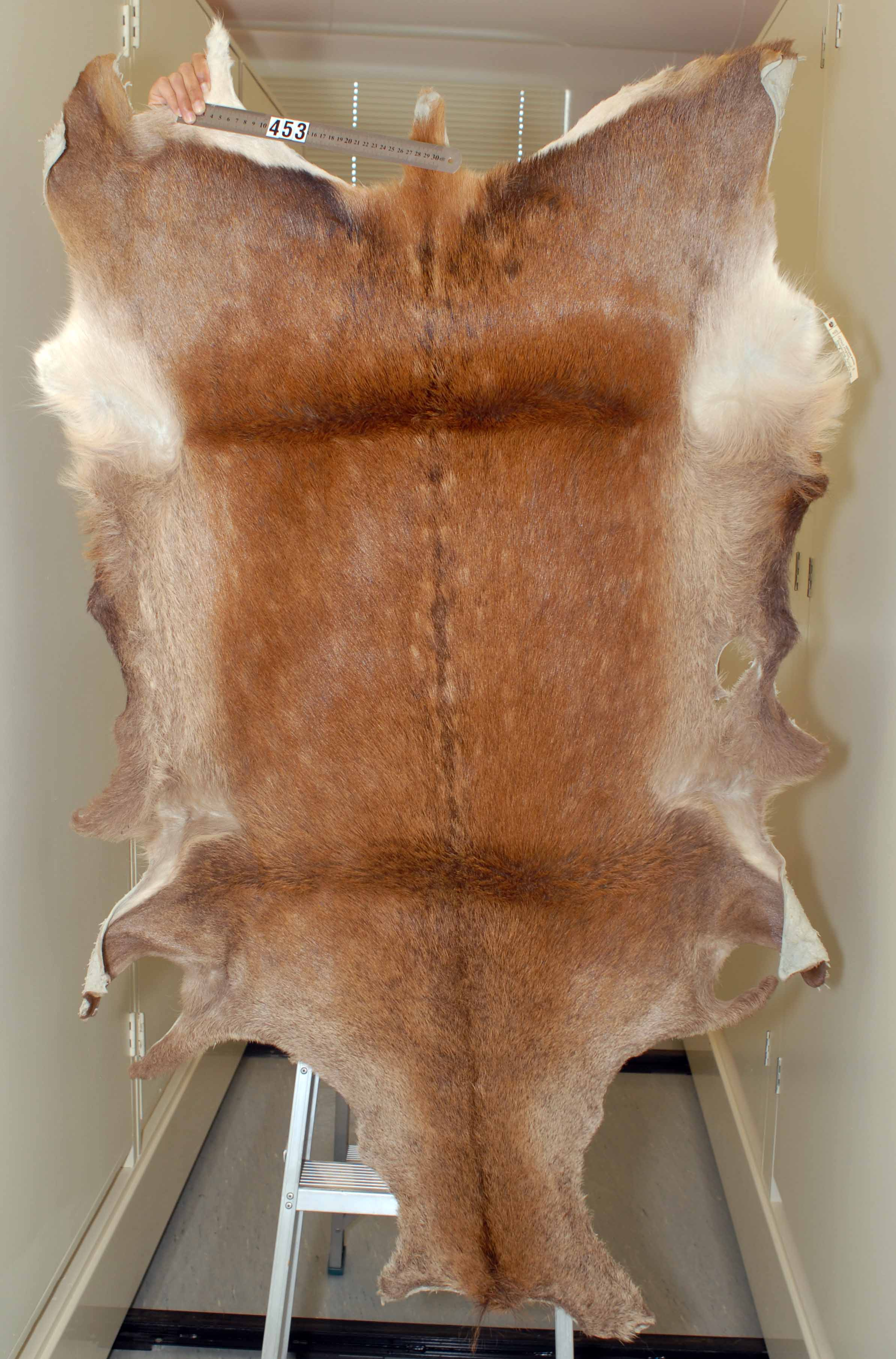
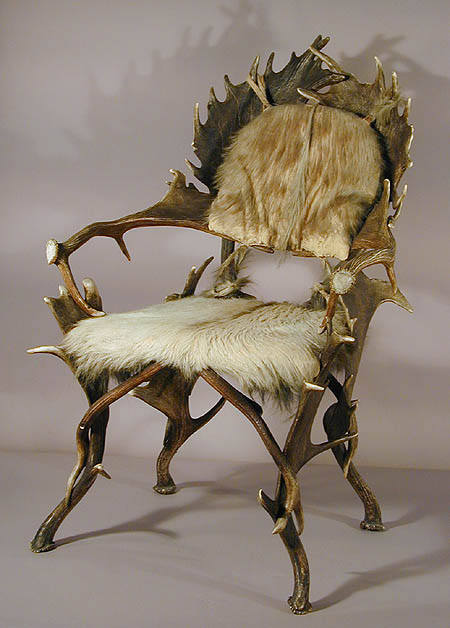
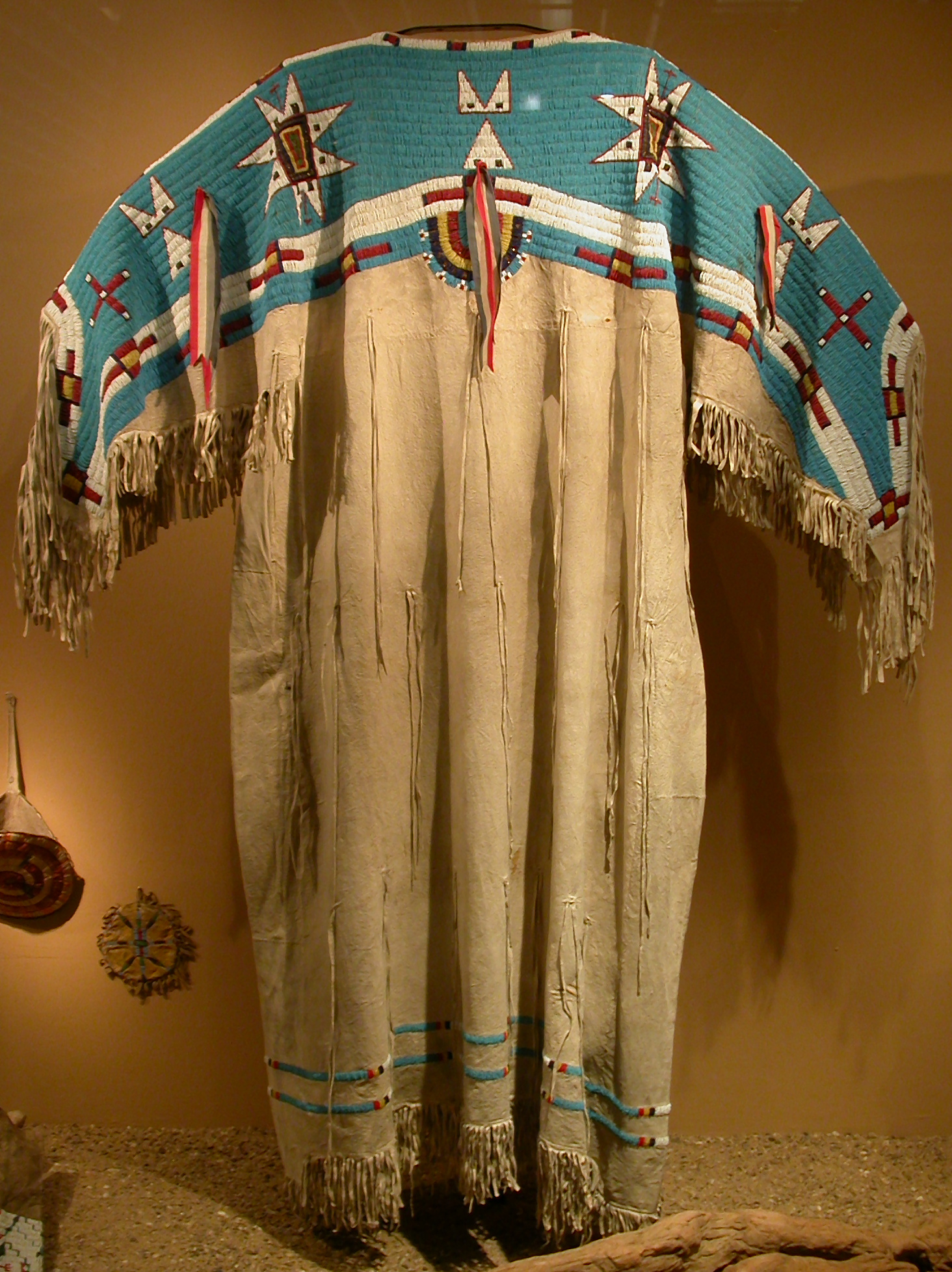
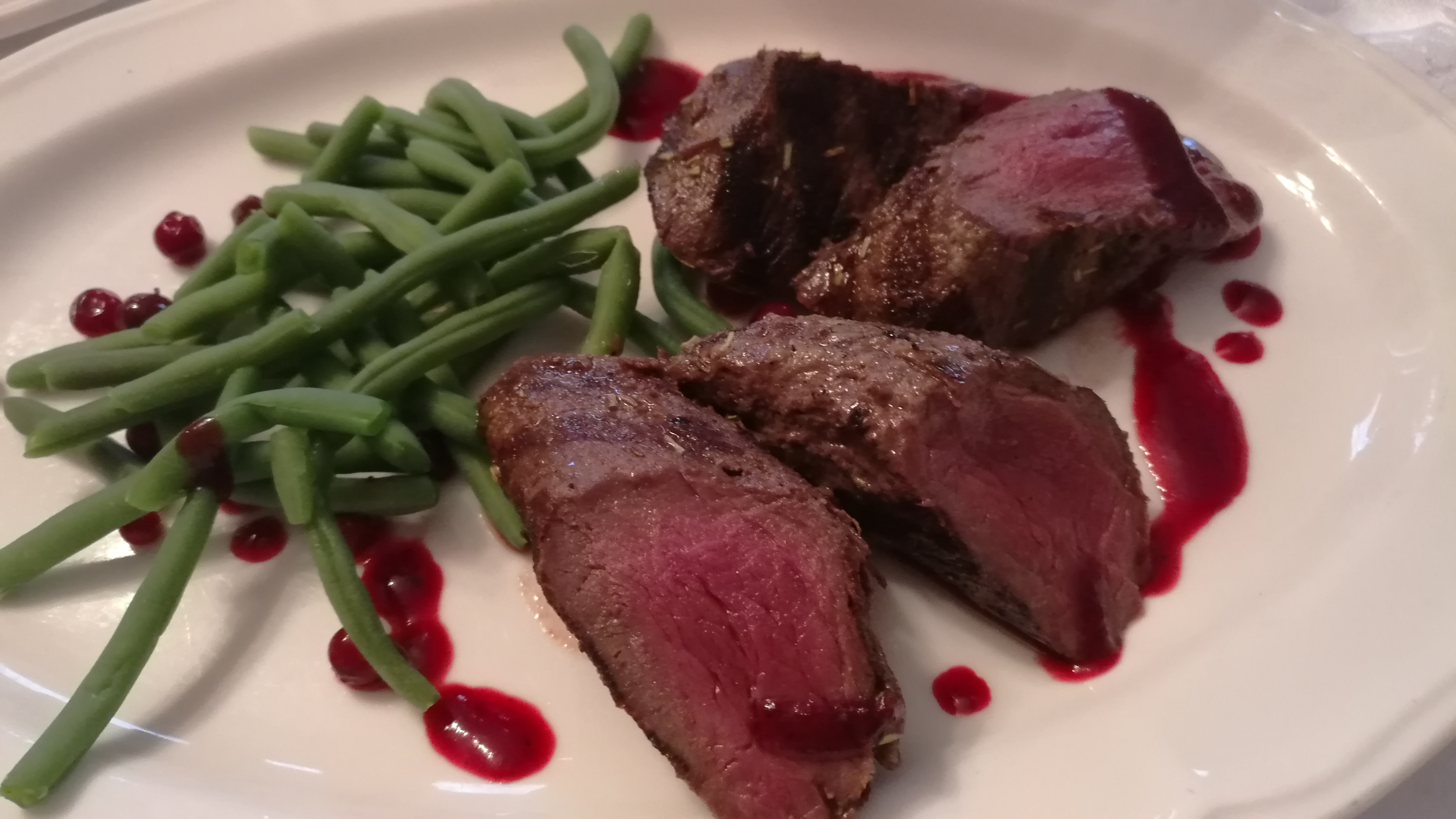